# San Diego
Cet article concerne la ville de Californie. Pour les autres villes du même nom, voir San Diego (homonymie).
San Diego (prononcé en anglais : [ˌsæn diˈeɪgoʊ]) est une ville américaine, située dans l'État de Californie, sur la côte ouest, au bord de l'océan Pacifique, près de la frontière avec le Mexique. Avec 1 386 932 habitants lors du recensement de 2020, elle se place au huitième rang des villes les plus peuplées du pays et au deuxième rang des villes les plus peuplées de l'État, derrière Los Angeles. L'agglomération de San Diego, Carlsbad et San Marcos, faisant partie de la mégalopole de Californie du Sud, compte 3 298 634 habitants en 2020, la 17e des États-Unis. Berceau historique de la Californie, San Diego est connue pour son climat agréable et ses plages ainsi que son port en eaux profondes et son histoire militaire avec la marine des États-Unis qui y dispose de plusieurs bases navales et y stationne l'une des plus grandes flottes navales du monde.
Historiquement terre du peuple nord-amérindien kumeyaay, San Diego est le premier site visité par les Européens sur ce qui est maintenant la côte ouest des États-Unis. Après avoir débarqué dans la baie de San Diego en 1542, Juan Rodriguez Cabrillo revendique toute la zone pour l'Espagne (Nouvelle-Espagne), formant la base de la Haute-Californie deux siècles plus tard. Le Presidio et la mission de San Diego, fondés en 1769, sont la première colonie européenne en ce qui est maintenant la Californie. En 1821, San Diego est devenue une partie du nouvellement indépendant Mexique puis, en 1850, une partie des États-Unis après la guerre américano-mexicaine et l'admission de la Californie à l'Union.
La ville est le siège du comté de San Diego et du diocèse de San Diego et le centre économique de la région métropolitaine de San Diego, Carlsbad et San Marcos ainsi que l'aire urbaine de San Diego–Tijuana. Les principaux moteurs économiques de San Diego sont les activités militaires et de défense, le tourisme, le commerce international et la fabrication. La présence de l'université de Californie à San Diego (UCSD), avec l'ensemble de sites médicaux universitaires affiliés de l'UC San Diego Health System, contribue à faire de la région un centre de recherche en biotechnologie.

## Histoire
La région de San Diego a été habitée depuis plus de 10 siècles par le peuple Kumeyaay. 

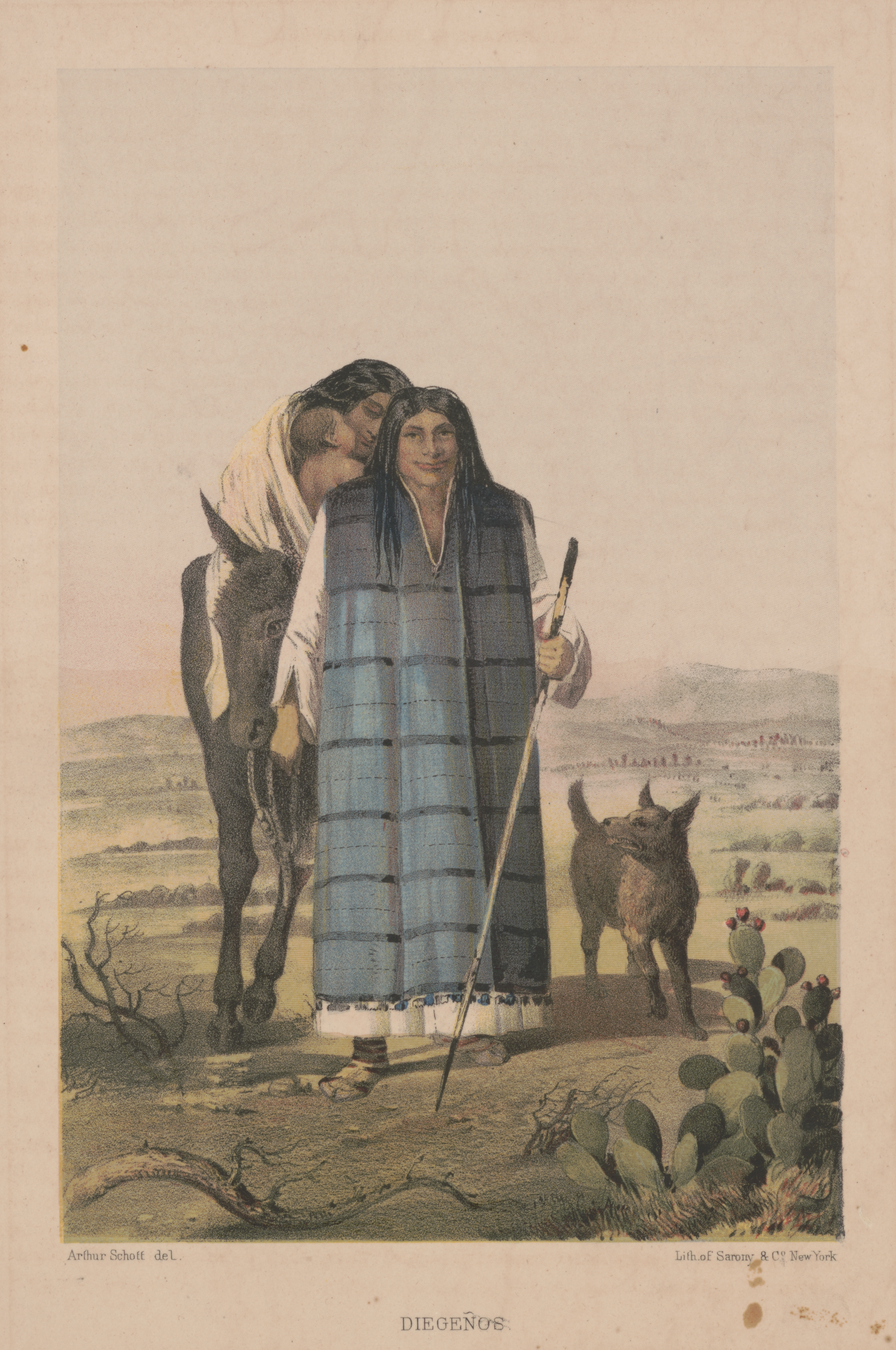
Kumeyaay, 1857.

Le premier Européen à visiter la région est l'explorateur João Rodrigues Cabrilho qui navigue pour la couronne de Castille. Voyageant sur son navire San Salvador depuis Navidad en Nouvelle-Espagne, Cabrillo revendique la baie de San Diego pour l'Empire espagnol en 1542 et baptise le site « San Miguel ». En novembre 1602, Sebastián Vizcaíno est envoyé pour cartographier la côte californienne. En arrivant sur son navire San Diego, Vizcaíno sonde les zones côtières qui sont maintenant connues comme Mission Bay et Point Loma et nomme la région d'après le saint catholique Diego d'Alcalá, un Espagnol plus communément appelé « San Diego de Alcalá ». Le 12 novembre 1602, la première messe célébrée en Haute-Californie est dite par le frère Antonio de la Ascensión, un membre de l'expédition de Vizcaíno, afin de célébrer la fête de San Diego.

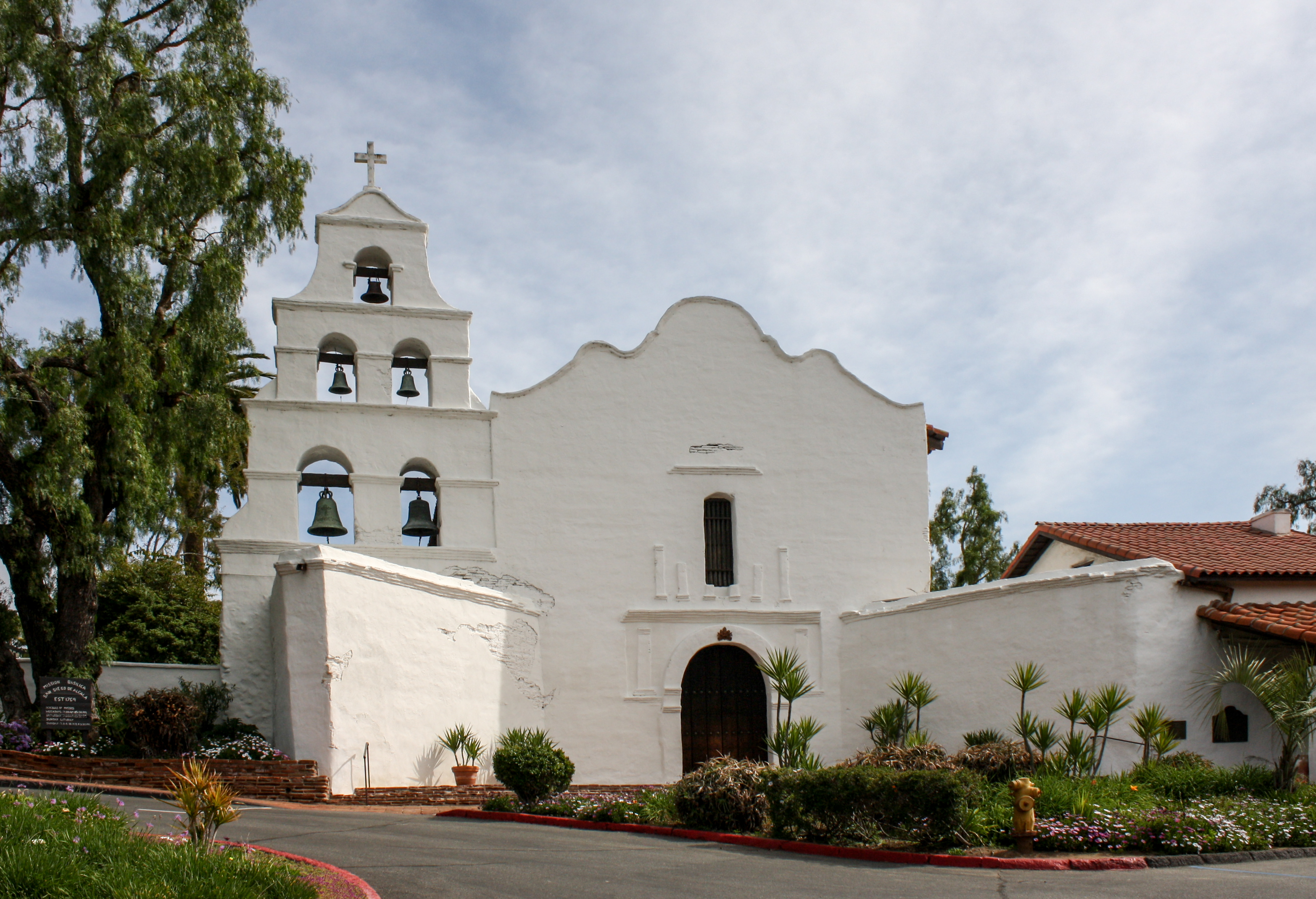
Façade de la Mission San Diego de Alcalá.

En mai 1769, Gaspar de Portolà établit le fort du Presidio de San Diego sur une colline près de la rivière San Diego. En juillet de la même année, la mission San Diego de Alcalá est fondée par des moines franciscains menés par le père Junípero Serra. En 1775, la mission est massacrée et il y a plusieurs morts, dont celle du martyr Lluís Jaume. En 1797, la mission compte la plus importante population indigène en Haute-Californie, avec plus de 1 400 Amérindiens qui vivent dans et autour de la mission. La mission de San Diego est le terminus sud du sentier historique d'El Camino Real. Tant le Presidio que la Mission sont par la suite classés sites historiques.

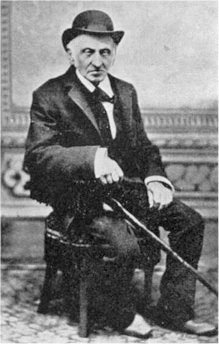
Louis Rose, pionnier de San Diego, fondateur de Roseville.

En 1855, Louis Rose, un émigrant juif allemand, fonde avec son associé James W. Robinson le San Diego and Gila Railroad. Il achète en 1866 un terrain adjacent à la baie de San Diego, qu'il aménage en ville en 1869 et appelle Roseville, devenue aujourd'hui un quartier du centre-ville de San Diego,. Rose Creek et Rose Canyon à San Diego portent également son nom car ils se trouvent à l'emplacement des 650 acres qu'il avait achetés dans le canyon en 1853 pour établir son ranch avec une tannerie et une vigne. Il est nommé postmaster à Old Town à 66 ans,.

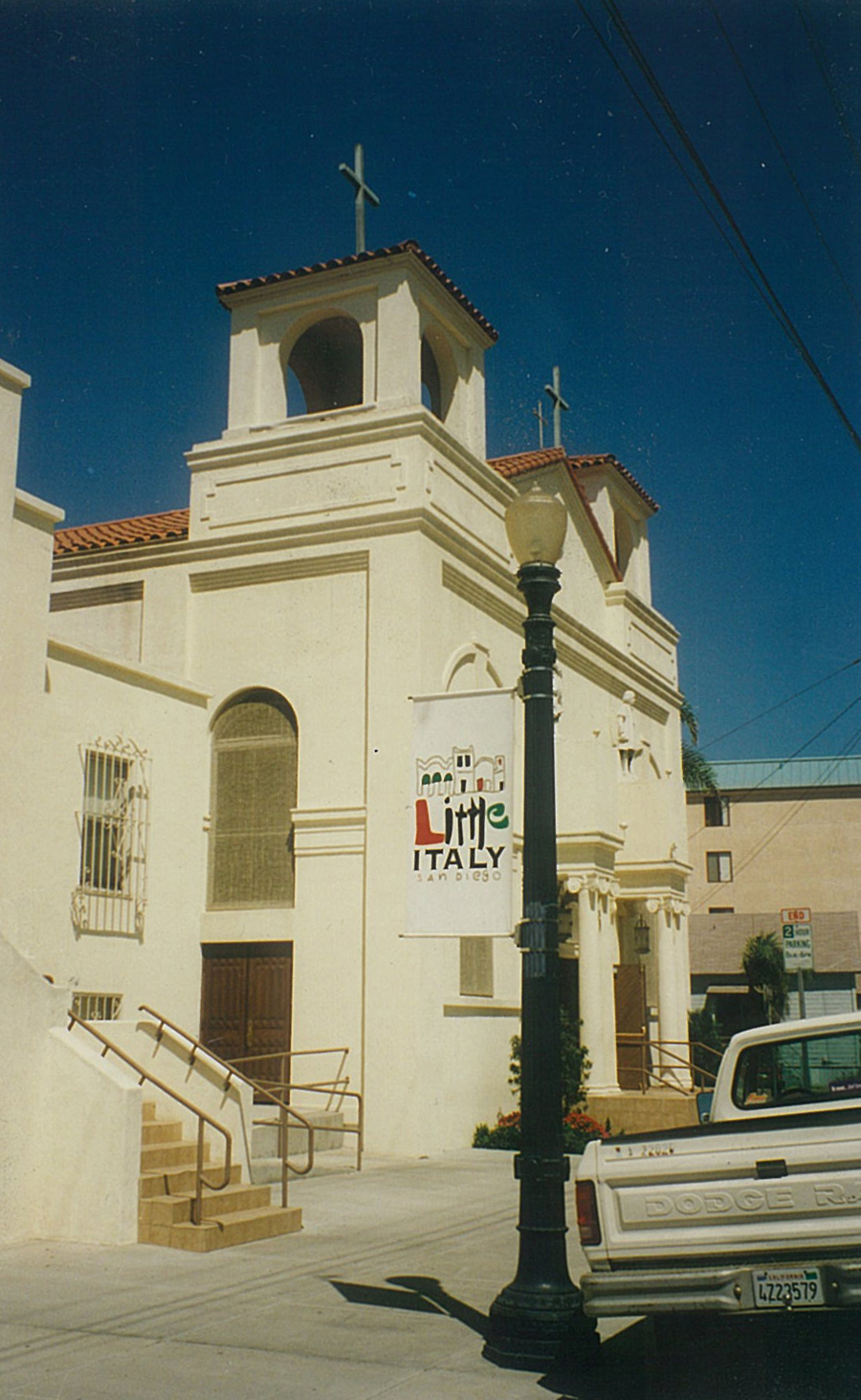
Façade de l'église de Notre-Dame du Rosaire (pères barnabites), dans le quartier de Little Italy.

En 1821, le Mexique gagne son indépendance de l'Espagne et San Diego devient une partie de l'État mexicain de Haute-Californie. Le fort sur la colline de Presidio a été progressivement abandonné, tandis que la ville de San Diego s'est développée sur la terre en dessous de Presidio Hill. La mission a été sécularisée par le gouvernement mexicain et la plupart des terres de mission ont été distribuées à de riches colons californiens.
En raison de la guerre américano-mexicaine de 1846-1848, le territoire de Haute-Californie, San Diego compris, a été cédé aux États-Unis par le Mexique. La bataille de San Pasqual, une bataille de cette guerre, a été menée en 1846 à San Pasqual Valley, qui fait maintenant partie de la ville de San Diego. L'État de Californie a été admis dans les États-Unis en 1850. Cette même année, San Diego a été désigné comme siège du nouvellement établi comté de San Diego et a été reconnu comme une ville. Le système d'administration initial de la ville a été établi en 1889 et celui utilisé aujourd'hui a été adopté en 1931.

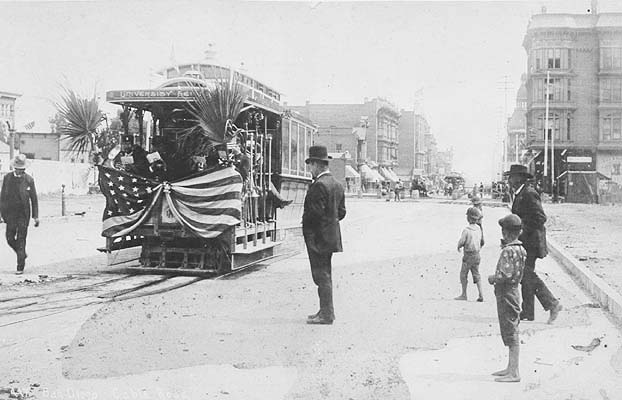
Inauguration du tramway à San Diego, 7 juin 1890.

La ville d'origine de San Diego est située au pied du Presidio Hill, dans la zone qui est maintenant le parc historique d'État d'Old Town San Diego. L'emplacement n'est pas idéal, étant à plusieurs kilomètres des voies navigables. À la fin des années 1860, Alonzo Horton promeut un passage à « nouvelle ville », à plusieurs kilomètres au sud de la ville d'origine, dans la région qui est devenue le downtown San Diego. Les personnes et les entreprises y ont afflué en raison de son emplacement sur la baie de San Diego, commode pour les échanges. La nouvelle ville a rapidement éclipsé celle d'origine, connue comme le quartier d'Old Town, et est devenue le cœur économique et gouvernemental de la ville.

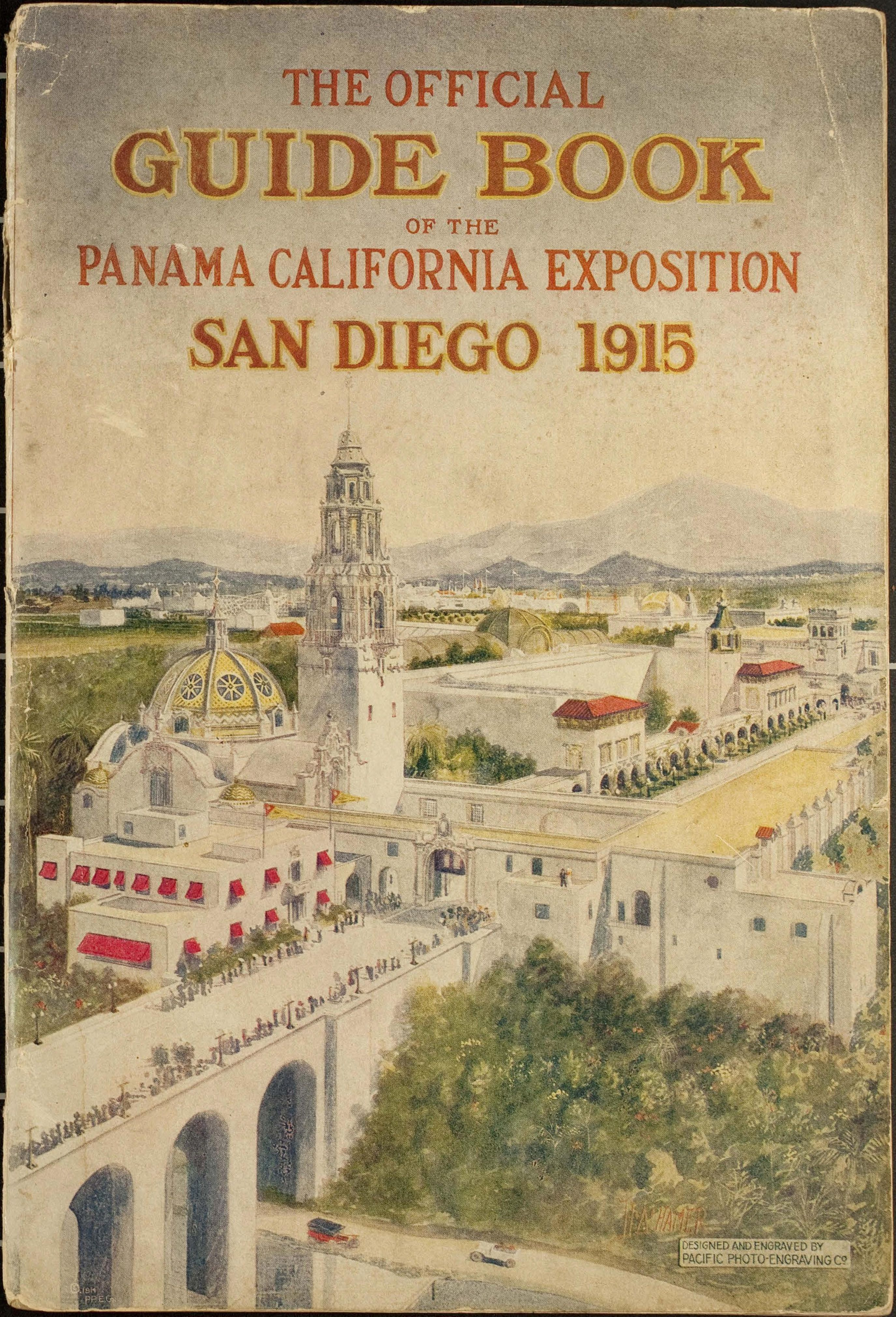
Le parc Balboa sur la couverture d'un guide pour la Panama–California Exposition, 1915. Le pont Cabrillo et le futur musée de l'Homme de San Diego sont visibles.

Dans la première partie du XXe siècle, San Diego a organisé deux expositions internationales : la Panama–California Exposition en 1915 et la California Pacific International Exposition en 1935. La première célèbre l'ouverture du canal de Panama et est destinée à faire connaître la ville de San Diego puisqu'elle devient alors le premier port américain sur la route des navires circulant vers le nord ouest des États-Unis après le passage par le canal. Les deux expositions ont lieu dans le parc Balboa — une référence à Vasco Núñez de Balboa, premier européen à avoir découvert l'océan Pacifique en 1513 —, et de nombreux bâtiments y sont construits dans un style baroque et espagnol caractéristique du parc. Les bâtiments sont destinés à être des structures temporaires, mais la plupart demeurent en utilisation continue jusqu'à ce qu'ils tombent progressivement en ruine. La plupart sont finalement reconstruits, en utilisant des moulages des façades originales pour conserver leur style architectural. La ménagerie d'animaux exotiques mise en vedette à l'exposition de 1915 fournit la base pour le zoo de San Diego.
Une présence notable de la marine américaine a commencé en 1901 avec la création d'une station marine de charbon à Point Loma, et s'est considérablement agrandie au cours des années 1920. En 1930, la ville est l'hôte de la base navale de San Diego, du Naval Training Center San Diego, du Naval Medical Center San Diego, du camp Calvin B. Matthews (en) et du camp Kearny (en) (futur Marine Corps Air Station Miramar). La ville est également un des premiers centres d'aviation : dès la Première Guerre mondiale, San Diego s'autoproclame « capitale de l'air de l'Ouest ». La ville accueille d'importants développeurs et fabricants d'avions comme Ryan Airlines (futur Ryan Aeronautical Company) et Consolidated Aircraft Corporation (futur Convair). Le Spirit of St. Louis, l'avion de Charles Lindbergh, a été construit à San Diego en 1927 par Ryan Airlines.
Pendant la Seconde Guerre mondiale, San Diego est devenu un pôle majeur de l'activité militaire et de défense américaine, en raison de la présence de nombreux fabricants d'installations militaires et de défense. La population de la ville s'est développée rapidement pendant et après la guerre, plus que doublant entre 1930 (147 995 habitants) et 1950 (333 865 habitants). Après la Seconde Guerre mondiale, les militaires ont continué à jouer un rôle majeur dans l'économie locale, mais les réductions de budget après la guerre froide ont coûté un lourd tribut à la défense locale et l'industrie aérospatiale. Ce ralentissement conduit les dirigeants de San Diego à diversifier l'économie de la ville en se concentrant sur la recherche et la science, ainsi que le tourisme.
Le centre-ville de San Diego était en déclin dans les années 1960 et 1970, mais a connu un certain renouveau urbain depuis le début des années 1980 et l'ouverture du centre commercial Westfield Horton Plaza, le renouveau du touristique Gaslamp Quarter et la construction du Palais des congrès. Le stade de baseball Petco Park a ouvert en 2004.

## Géographie

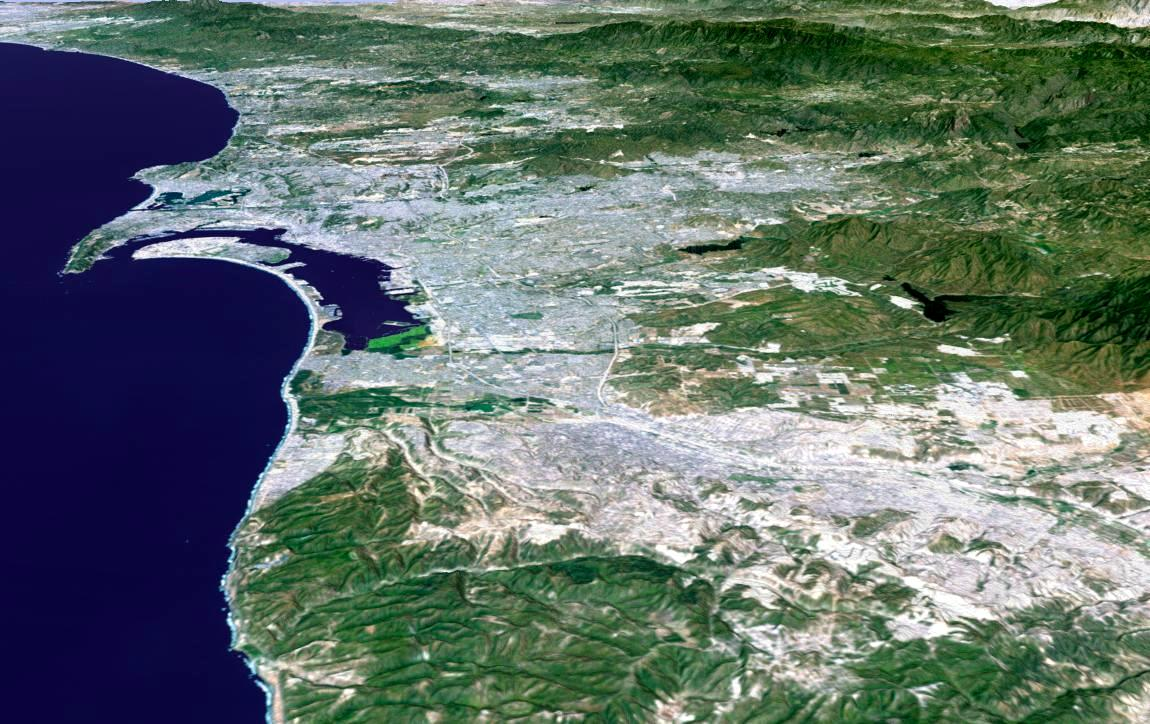
L'aire urbaine de San Diego–Tijuana.

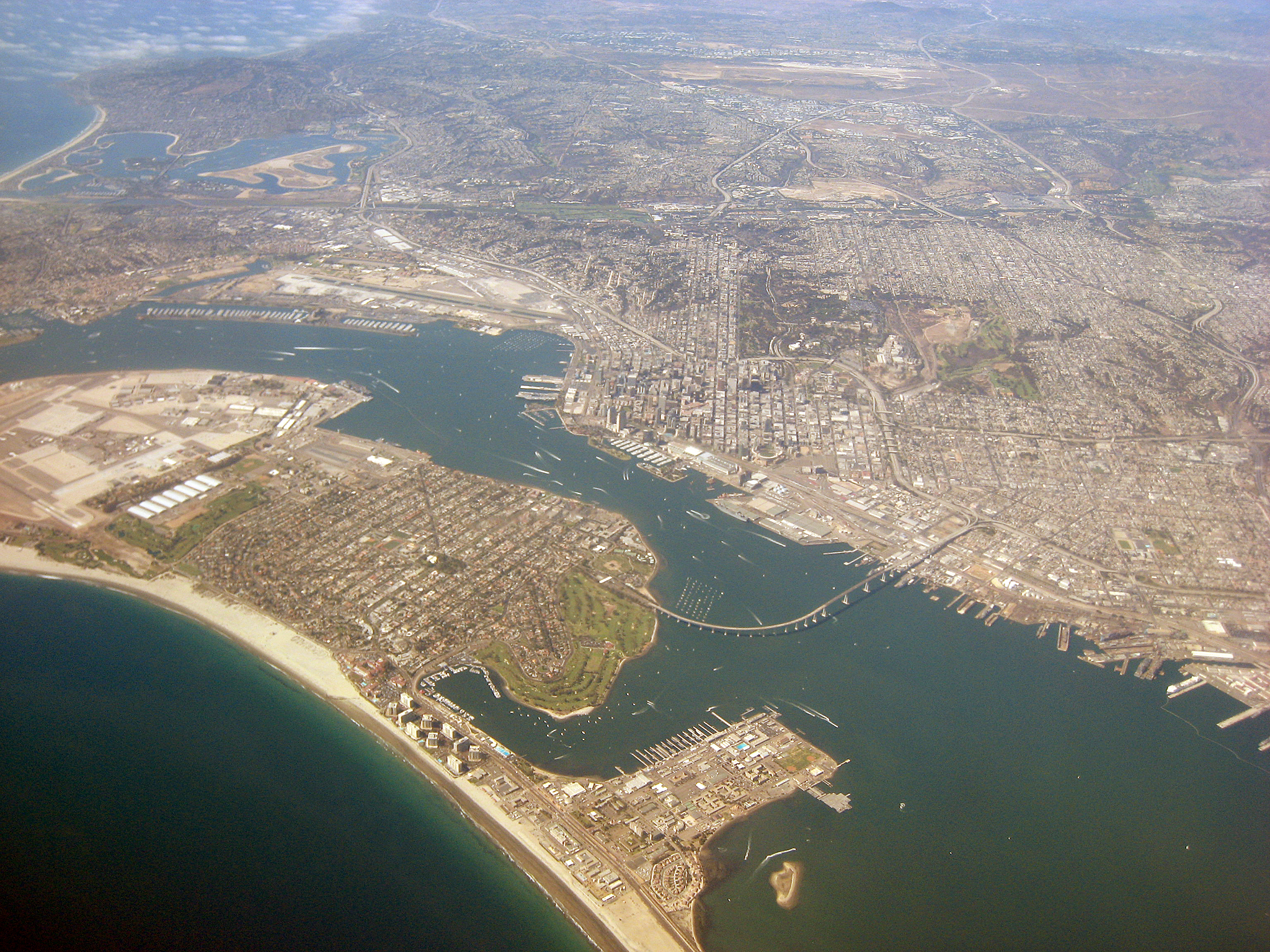
Vue sur Downtown San Diego au centre avec Coronado relié par le San Diego-Coronado Bridge dans la baie de San Diego. Mission Bay et La Jolla sont aussi visibles en haut à gauche.

San Diego est située à 180 km au sud-est de Los Angeles, à 481 km à l'ouest de Phoenix, à 1 005 km à l'ouest-sud-ouest d'Albuquerque et à 3 908 km à l'ouest de New York. La ville se trouve à l'extrémité sud de la côte ouest des États-Unis, à deux heures et demie de route de Los Angeles, la principale agglomération de l'État de Californie. Elle est localisée en bordure des côtes de la baie de San Diego abritée par les péninsules de Point Loma et de Coronado. C'est la dernière agglomération américaine côtière d'importance avant la frontière avec le Mexique et Tijuana, au Mexique, n'est qu'à 25 minutes de route.
La superficie de San Diego est de 964 km2, dont 842 km2 de terre, le reste étant dans le domaine maritime. La ville est située sur des canyons et collines séparant ses mesas, lui donnant une géographie vallonnée. Traditionnellement, les habitants de San Diego ont construit leurs maisons sur les mesas, tout en laissant les canyons relativement sauvages. Ainsi, les canyons donnent une sensation de zones segmentés, avec des espaces entre les quartiers hors du centre-ville, ce qui contribue à une faible densité. Les bords de la ville sont irréguliers, en raison de l'absorption de nombreuses banlieues à l'intérieur de ses limites. La rivière San Diego passe au milieu de l'agglomération d'est en ouest, créant une vallée dont on se sert pour diviser la ville en secteurs nord et sud. Plusieurs lacs et le parc régional des Mission Trails se trouvent également entre les zones développées et éparses de la ville. San Diego a historiquement la particularité d'avoir une vieille ville différente géographiquement du centre-ville, respectivement Old Town (parc historique d'État d'Old Town San Diego) et le downtown San Diego.
Les sommets notables dans les limites de la ville comprennent Cowles Mountain (en), le point culminant avec 486 mètres, Black Mountain (en) avec 475 mètres et le mont Soledad avec 251 mètres. Les Cuyamaca Mountains (en) et les Laguna Mountains se trouvent à l'est de la ville et, au-delà, les zones sont désertiques. La forêt nationale de Cleveland est à une demi-heure du centre de San Diego.

### Quartiers

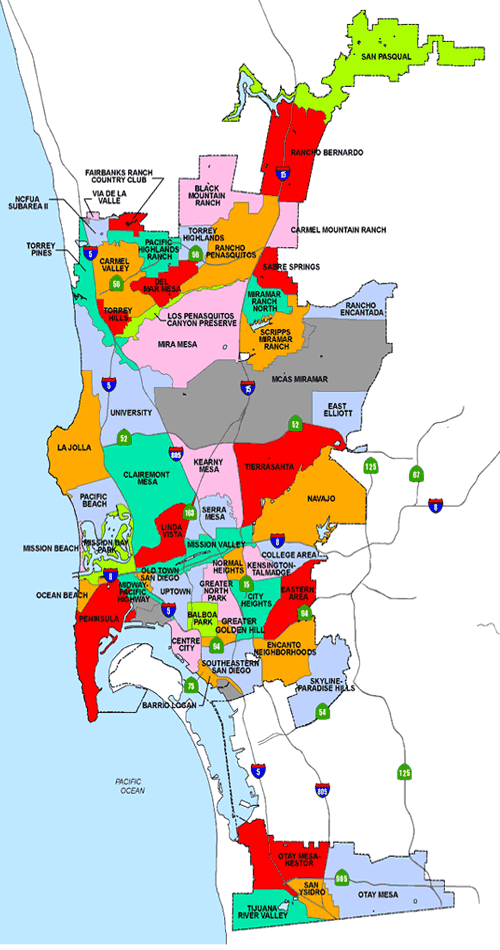
Carte de la ville de San Diego et de ses quartiers.

Le centre de San Diego, Downtown San Diego, est situé sur la baie de San Diego. Le parc Balboa englobe plusieurs mesas et de canyons au nord-est, entouré par les anciennes et plus denses communautés urbaines comme Hillcrest et North Park. À l'est et au sud se trouvent City Heights (en) et College Area (en). Au nord se trouvent Mission Valley et l'Interstate 8. Clairemont, Kearny Mesa (en), Tierrasanta et Navajo sont les communautés notables situées au nord de la vallée de la rivière San Diego et de l'autoroute, ainsi qu'au sud de la Marine Corps Air Station Miramar. Au nord de Miramar se trouvent Mira Mesa, Scripps Ranch, Rancho Peñasquitos et Rancho Bernardo. La partie extrême nord-est de la ville englobe le lac Hodges et la San Pasqual Valley. Carmel Valley (en) et Del Mar Heights (en) occupent le coin nord-ouest de la ville. À leur sud se trouvent la réserve d'État des pins de Torrey et University City. Encore plus au sud, il y a les communautés côtières de La Jolla, Pacific Beach et Ocean Beach. Point Loma occupe une péninsule. Les communautés du sud de San Diego, telles que San Ysidro et Otay Mesa, sont situées à côté de la frontière entre les États-Unis et le Mexique et sont physiquement séparées du reste de la ville par les villes de National City et Chula Vista.
La ville a reconnu l'importance de ses quartiers lorsqu'elle a organisé son plan général de développement de 2008 autour du concept d'une « ville de villages ».

### Paysage urbain

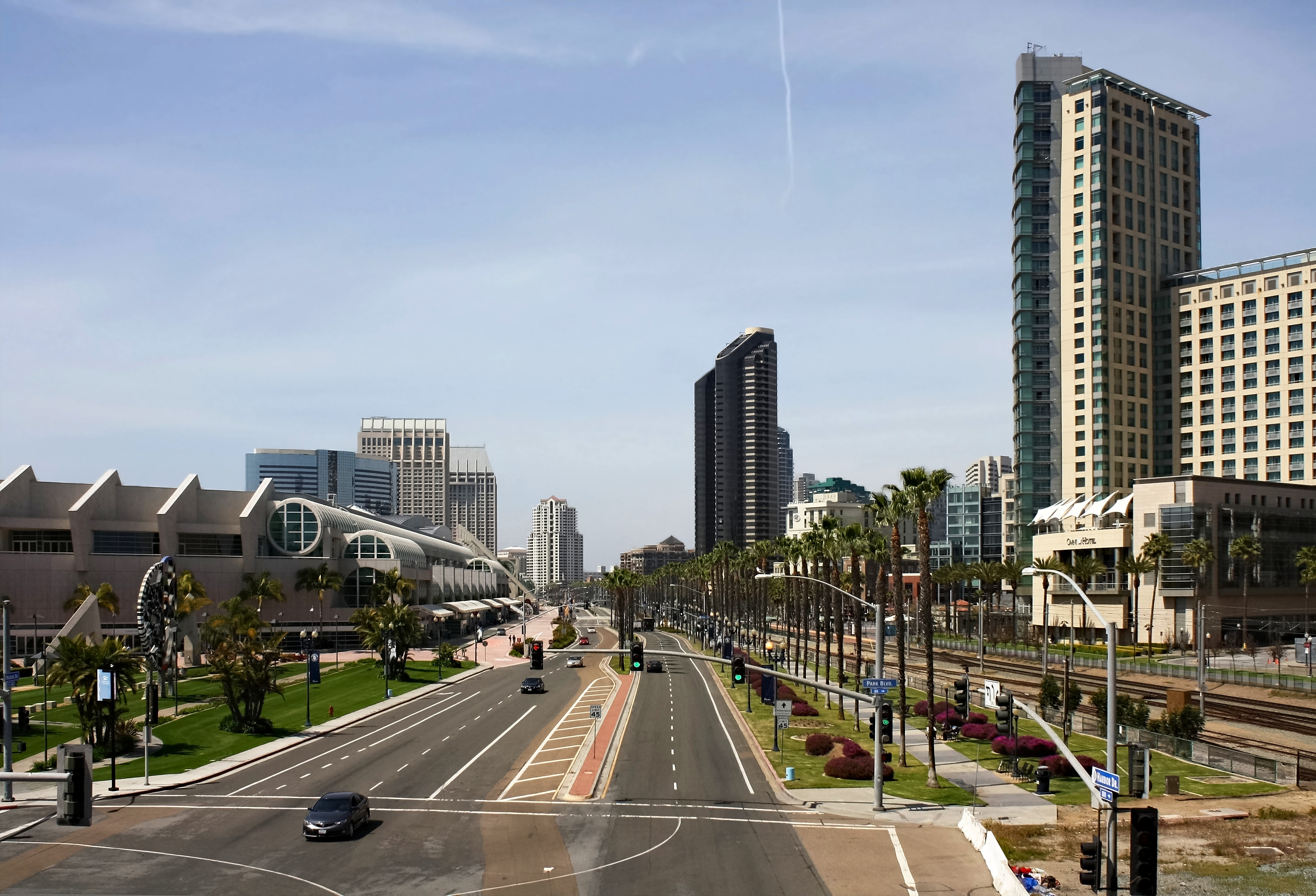
Harbor Drive.

La ville de San Diego est à l'origine centrée sur l'actuel quartier de Old Town, mais à la fin des années 1860, le centre de la ville a été déménagé afin d'être plus proche de la baie et d'accroître le commerce. Ce nouvel emplacement s'est rapidement développé et a éclipsé la vieille ville tout comme le centre de San Diego.
Le développement des gratte-ciels de plus de 91 mètres à San Diego s'est initié avec la construction de l'El Cortez Apartment Hotel en 1927. Ce dernier reste le plus haut bâtiment de la ville entre 1927 et 1963. Par la suite, d'autres bâtiments ont pris le titre de plus haut gratte-ciel de San Diego, comme l'Union Bank of California Building et les Symphony Towers. Actuellement, et depuis 1991, le plus haut bâtiment de San Diego est le One America Plaza avec 150 mètres de hauteur. La ligne d'horizon du centre-ville ne contient pas de gratte-ciels supérieurs à 152 mètres de hauteur, puisqu'un règlement de la Federal Aviation Administration datant des années 1970 a fixé cette limite pour la hauteur des bâtiments en raison de la proximité de l'aéroport international de San Diego. Le couloir principal de ce dernier passant d'est en ouest à la hauteur du parc Balboa.

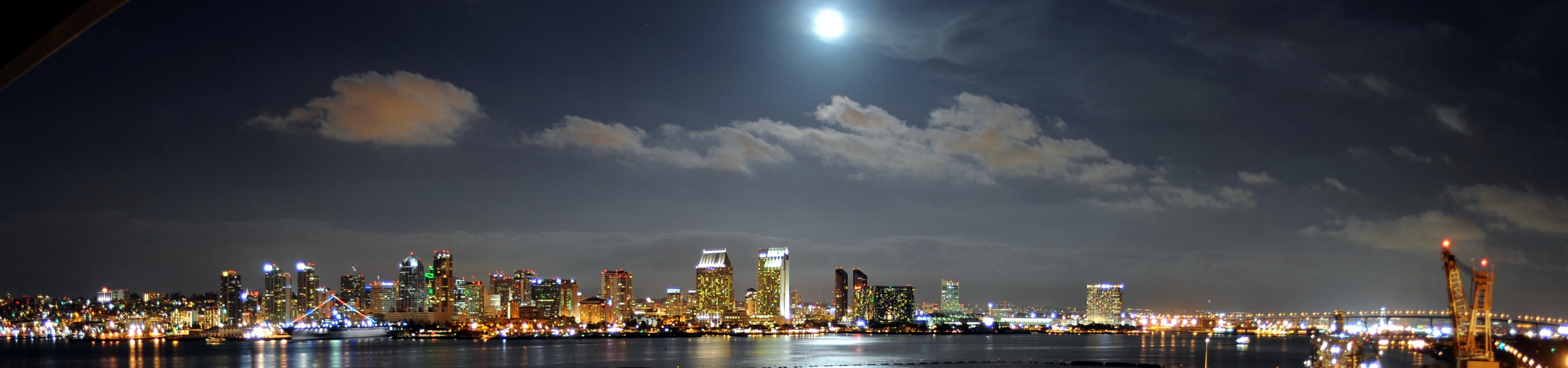
Panorama de San Diego vu depuis North Island.

### Climat

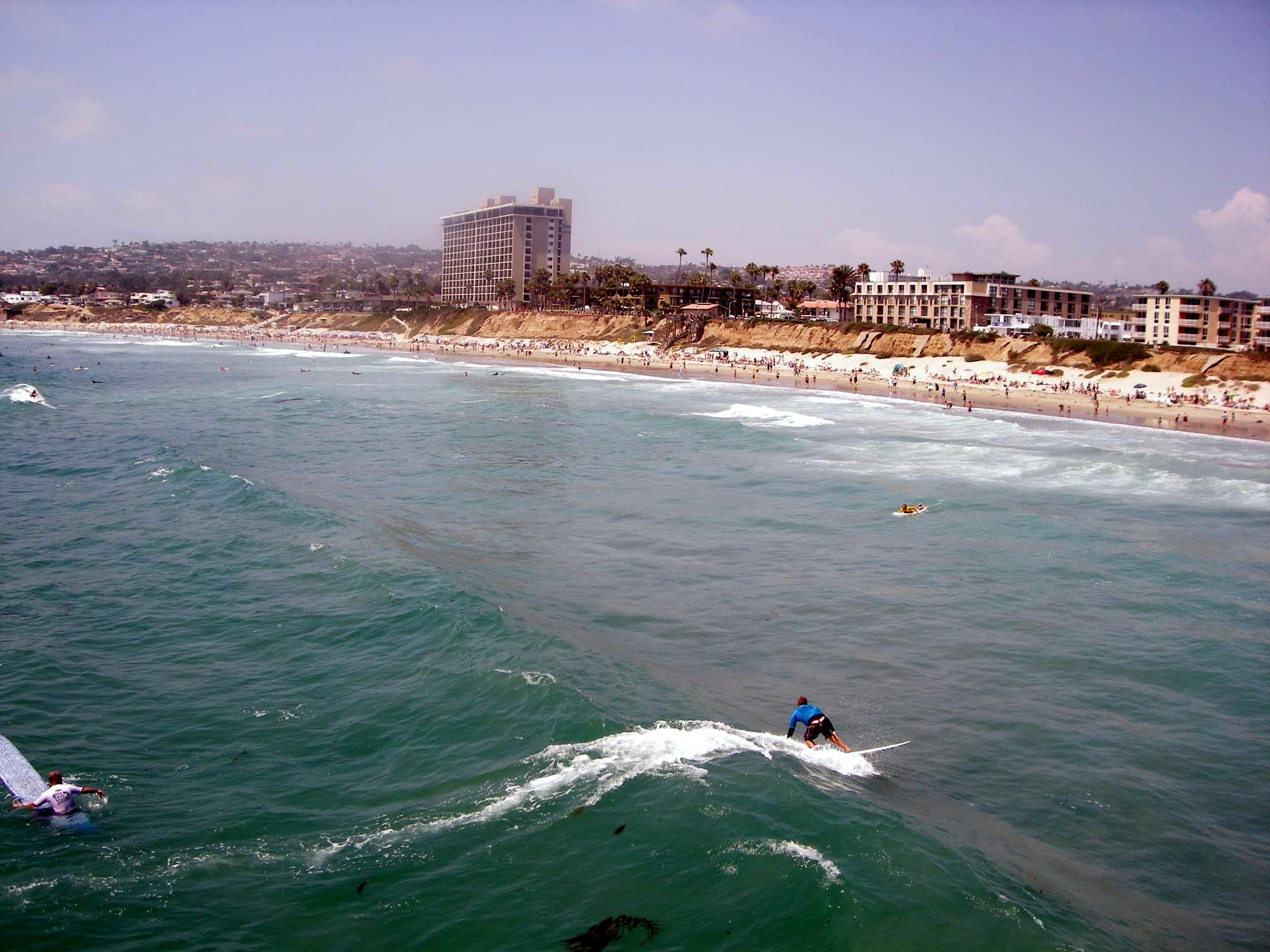
Surfeurs à Pacific Beach.

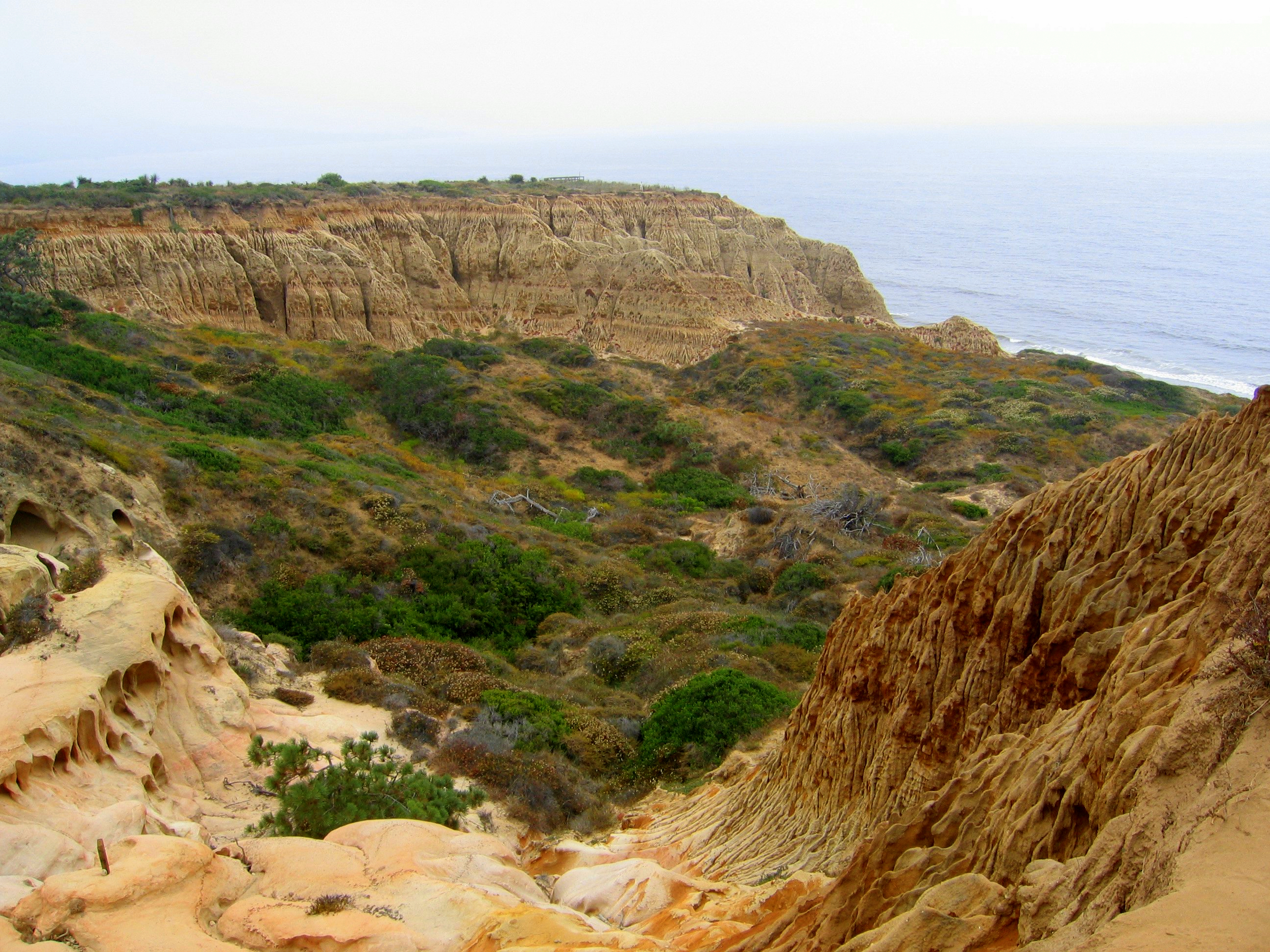
Réserve d'État des pins de Torrey.

Le climat à San Diego est semi-aride doux, codé BSkn dans la classification de Köppen. 
En effet, si moins de 30 % des précipitations tombent en été (ici 11 % entre avril et septembre) alors on multiplie la température annuelle moyenne (19,2 °C) par 20 sans ajouter de valeur supplémentaire, on obtient 384 mm. 
Avec une pluviométrie annuelle moyenne de 262 mm, le climat à San Diego est un climat aride (B) mais steppique (S), tempéré (k) et avec du brouillard fréquent en été (n).
Les températures sont rarement extrêmes et la chaleur est rare. Les vents côtiers venant de l'océan Pacifique tempèrent le climat local, rendant les étés plus frais et les hivers plus chauds. Cela dit, quelques journées chaudes peuvent avoir lieu en septembre et octobre lors des vents de Santa Ana venant des déserts intérieurs. La température moyenne en été est de 21-23 °C, en hiver de 14-16 °C.
En dépit de la semi-aridité, San Diego n'est pas située dans un désert côtier et bénéficie quand même d'une saison plus pluvieuse. La période de pluviosité la plus importante se situe entre les mois de novembre et mars. Les mois de mai et juin sont très peu ensoleillés en raison de brouillards récurrents. 
La température minimale jamais enregistrée est de −4 °C le 7 janvier 1913 et la température maximale de 44 °C le 26 septembre 1961.
Le tableau ci-dessous est un relevé climatologique de San Diego (Aéroport international) pour la période 1981-2010 (NOAA) :
| Mois                                | jan.  | fév.  | mars | avril | mai   | juin  | jui.  | août | sep.  | oct.  | nov.  | déc.  | année   |
| ----------------------------------- | ----- | ----- | ---- | ----- | ----- | ----- | ----- | ---- | ----- | ----- | ----- | ----- | ------- |
| Température minimale moyenne (°C)   | 9,4   | 10,4  | 11,8 | 13,3  | 15,2  | 16,7  | 18,6  | 19,3 | 18,4  | 15,9  | 12    | 9,1   | 14,1    |
| Température moyenne (°C)            | 14,2  | 14,7  | 15,5 | 16,8  | 18,1  | 19,4  | 21,4  | 22,2 | 21,7  | 19,6  | 16,6  | 17,8  | 19,2    |
| Température maximale moyenne (°C)   | 18,4  | 18,3  | 18,7 | 19,7  | 20,3  | 21,6  | 23,7  | 24,7 | 24,4  | 22,7  | 20,6  | 18,2  | 20,9    |
| Ensoleillement (h)                  | 239,3 | 227,4 | 261  | 276,2 | 250,5 | 242,4 | 304,7 | 295  | 253,3 | 243,4 | 230,1 | 231,3 | 3 054,6 |
| Précipitations (mm)                 | 50,3  | 57,7  | 46   | 19,8  | 3     | 1,8   | 0,8   | 0,5  | 3,8   | 14,5  | 25,4  | 38,9  | 262,4   |
| Nombre de jours avec précipitations | 6,7   | 7,1   | 6,5  | 4     | 1,4   | 0,8   | 0,7   | 0,4  | 1,2   | 2,8   | 4,1   | 5,8   | 41,5    |

## Démographie
| Groupe            | San Diego | Californie | États-Unis |
| ----------------- | --------- | ---------- | ---------- |
| Blancs            | 58,9      | 57,6       | 72,4       |
| Asiatiques        | 15,9      | 13,1       | 4,8        |
| Autres            | 12,3      | 17,0       | 6,2        |
| Afro-Américains   | 6,7       | 6,2        | 12,6       |
| Métis             | 5,1       | 4,9        | 2,9        |
| Amérindiens       | 0,6       | 1,0        | 0,9        |
| Océaniens         | 0,5       | 0,4        | 0,2        |
| Total             | 100       | 100        | 100        |
|                   |           |            |            |
| Latino-Américains | 28,8      | 37,6       | 16,7       |

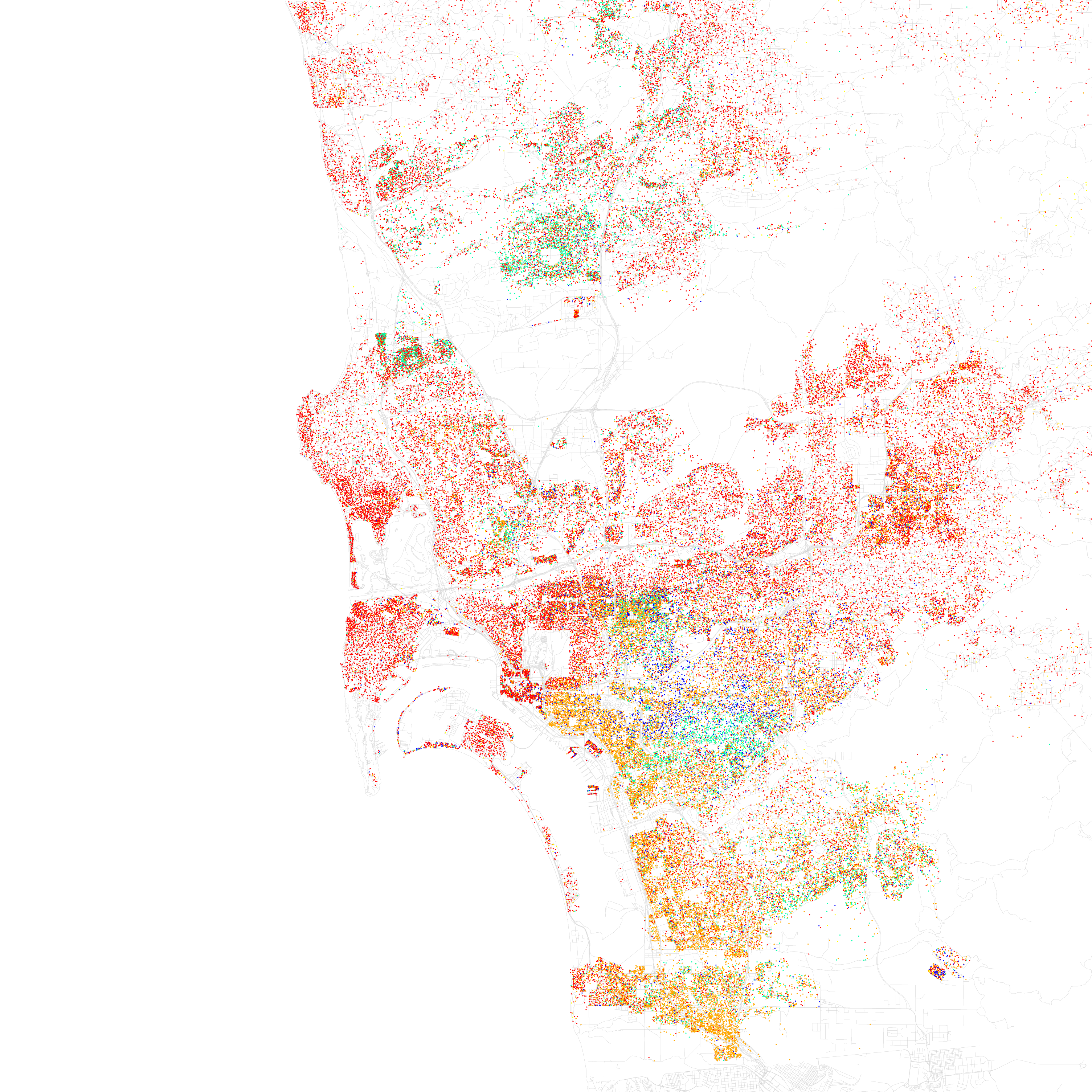
Distribution des groupes ethniques en 2010, chaque point représentant 25 personnes :
Rouge: blancs non hispaniques,Bleu: Noirs,Vert:Asiatiques,
Orange:Latinos-américainsJaune:autres.

Selon l'American Community Survey, pour la période 2011-2015, 59,35 % de la population âgée de plus de 5 ans déclare parler anglais à la maison, alors que 23,05 % déclare parler l'espagnol, 4,09 % le tagalog, 2,49 % le vietnamien, 2,47 % une langue chinoise, 0,75 % le persan, 0,74 % le coréen, 0,53 % l'arabe, 0,49 % le japonais, 0,47 % l'hindi, 0,46 % l'allemand, 0,45 % le français, 0,44 % le russe et 4,21 % une autre langue.
Toujours selon l'American Community Survey, pour la période 2011-2015, 26,6 % de la population de San Diego est née étrangère, un pourcentage équivalent à celui observé à l'échelle de l'État (27,0 %), mais largement supérieure à la moyenne nationale (13,2 %).
San Diego possède une forte influence mexicaine du fait de sa proximité avec la frontière séparant les États-Unis et le Mexique, et elle compte 30 % d'Hispaniques (à plus de 85 % d'origine mexicaine). De plus, d'autres groupes minoritaires façonnent la culture de la ville, comme les Siciliens et les Portugais, arrivés durant les siècles derniers, et les nouveaux immigrants, dont la plupart proviennent des anciens pays de l'URSS, d'Asie et d'Afrique.
| 1850 | 1860 | 1870  | 1880  | 1890   | 1900   |
| ---- | ---- | ----- | ----- | ------ | ------ |
| 500  | 731  | 2 300 | 2 637 | 16 159 | 17 700 |

| 1910   | 1920   | 1930    | 1940    | 1950    | 1960    |
| ------ | ------ | ------- | ------- | ------- | ------- |
| 39 578 | 74 361 | 147 995 | 203 341 | 334 387 | 573 224 |

| 1970    | 1980    | 1990      | 2000      | 2010      | 2020      |
| ------- | ------- | --------- | --------- | --------- | --------- |
| 696 769 | 875 538 | 1 110 549 | 1 223 400 | 1 307 402 | 1 386 932 |

Population des dix villes de Californie les plus peuplées (2016)

## Économie

### Défense et militaire

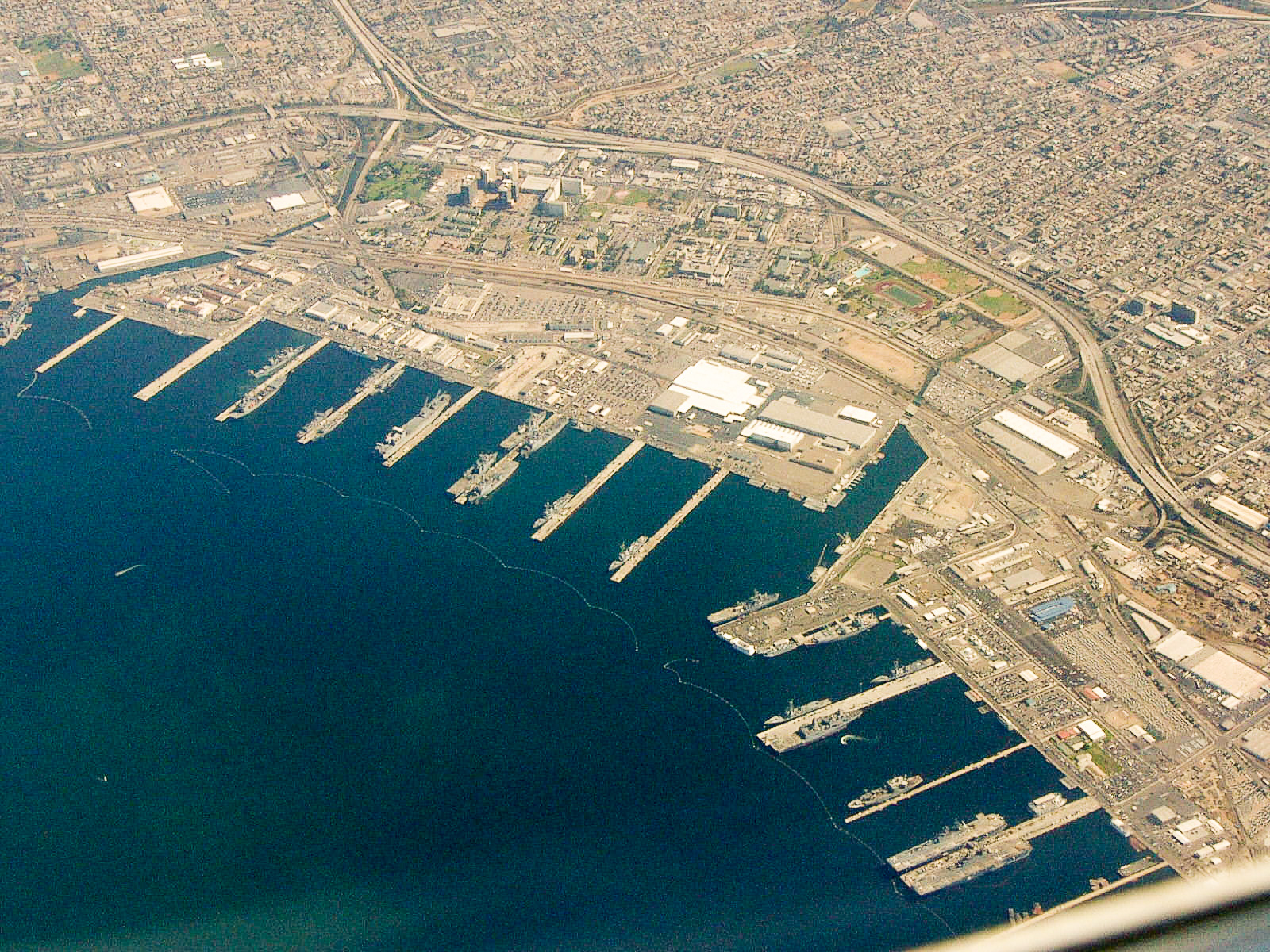
Vue aérienne de la base navale de San Diego.

L'économie de San Diego est influencée par son port en eaux profondes, qui comprend le seul chantier naval d'importance pour les sous-marins de la côte ouest du pays. Plusieurs grandes entreprises liées au secteur de la défense sont originaires de San Diego ou y ont leur siège, y compris General Atomics, Cubic Corporation (en) et National Steel and Shipbuilding Company (NASSCO).
San Diego est le port d'attache de la plus grande flotte navale du monde, avec en 2008 : 53 navires, plus de 120 commandements militaires et plus de 35 000 marins, soldats, employés civils et contractuels du département de la Défense des États-Unis. Environ 5 % de tous les emplois civils dans le comté de San Diego sont liés au domaine militaire et 15 000 entreprises du comté ont des contrats avec le département de la Défense.
Les bases militaires à San Diego comprennent des installations de la Marine américaine, des bases du Corps des Marines des États-Unis et des stations du Corps des garde-côtes des États-Unis. Les institutions des Marines dans la ville de San Diego incluent la base aérienne de Miramar et le Marine Corps Recruit Depot San Diego. La Marine dispose quant à elle, y compris la base navale de Point Loma, de la base navale de San Diego, du Naval Medical Center San Diego (hôpital naval Bob Wilson) et du quartier général du Naval Information Warfare Systems Command (SPAWAR) et du Space and Naval Warfare Systems Center Pacific. Près de San Diego, mais pas dans les limites administratives de la ville se trouvent la base navale amphibie de Coronado et la base aérienne de North Island (qui exploite la Naval Auxiliary Landing Field San Clemente Island, Silver Strand Training Complex et le Naval Outlying Landing Field Imperial Beach). San Diego est connu comme le « berceau de l'aéronautique navale ».
La ville est aussi le foyer de la majorité des « combattants de surface » de la flotte de l'océan Pacifique (Septième flotte des États-Unis), de tous les navires amphibies de la Marine sur la côte ouest et de nombreux navires du Corps des garde-côtes. Un porte-avions de classe Nimitz (l'USS Carl Vinson), cinq navires de débarquement, plusieurs sous-marins de classe Los Angeles, le navire-hôpital USNS Mercy, des tenders pour porte-avions et sous-marins, des destroyers, de croiseurs, de frégates et de nombreux autres navires plus petits ont San Diego comme port d'attache.
Quatre bateaux militaire américains ont été baptisés USS San Diego en l'honneur de la ville.

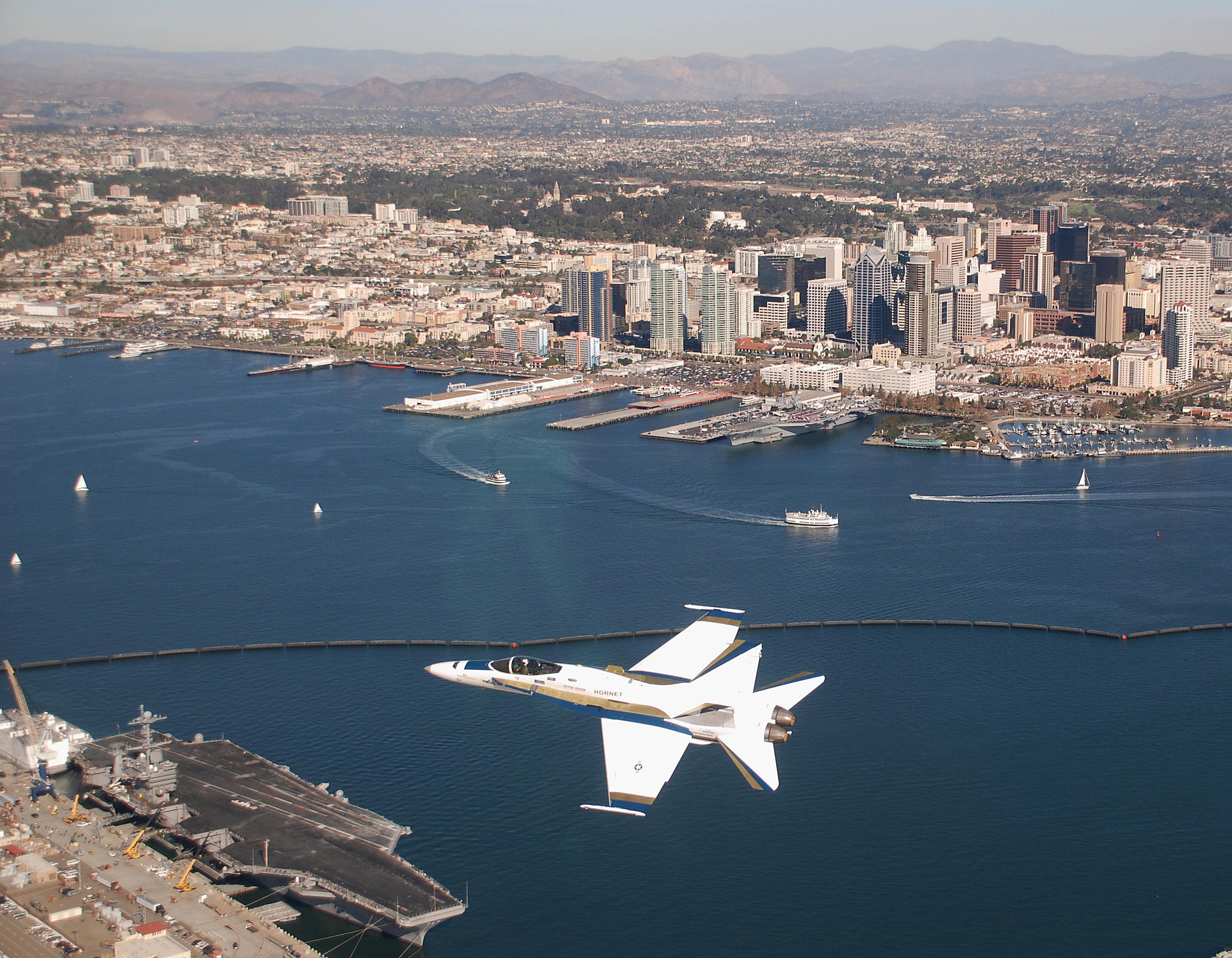
F/A-18 Hornet volant au-dessus de San Diego. L'USS John C. Stennis est visible.
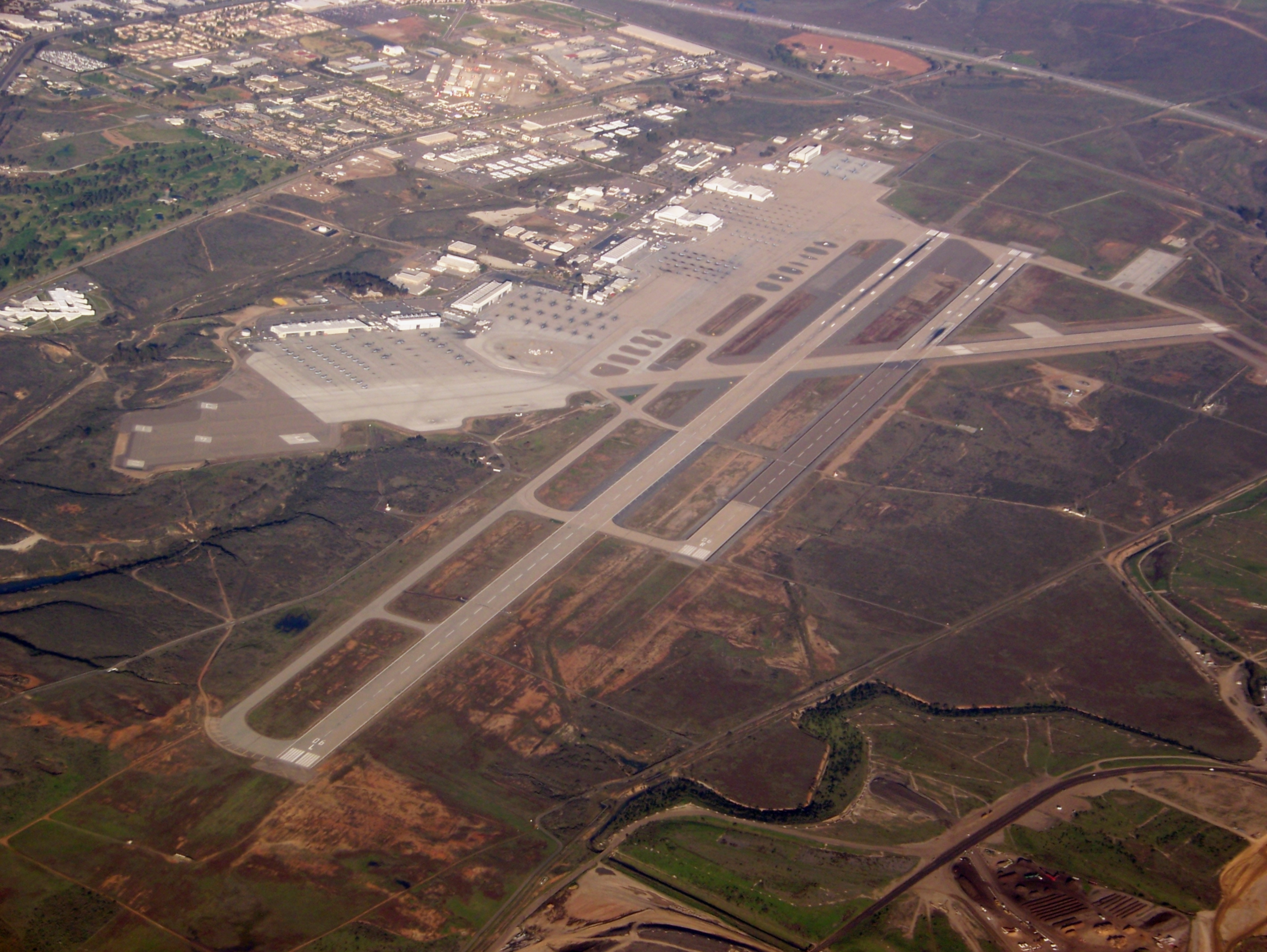
Le Mitscher Field de la Marine Corps Air Station Miramar.
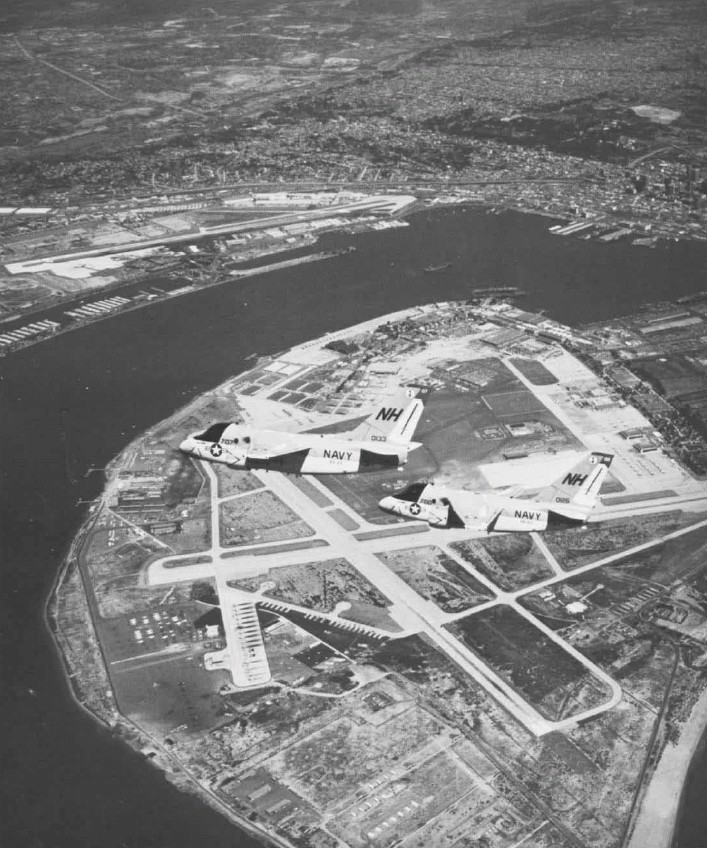
La base aérienne de North Island en 1977.
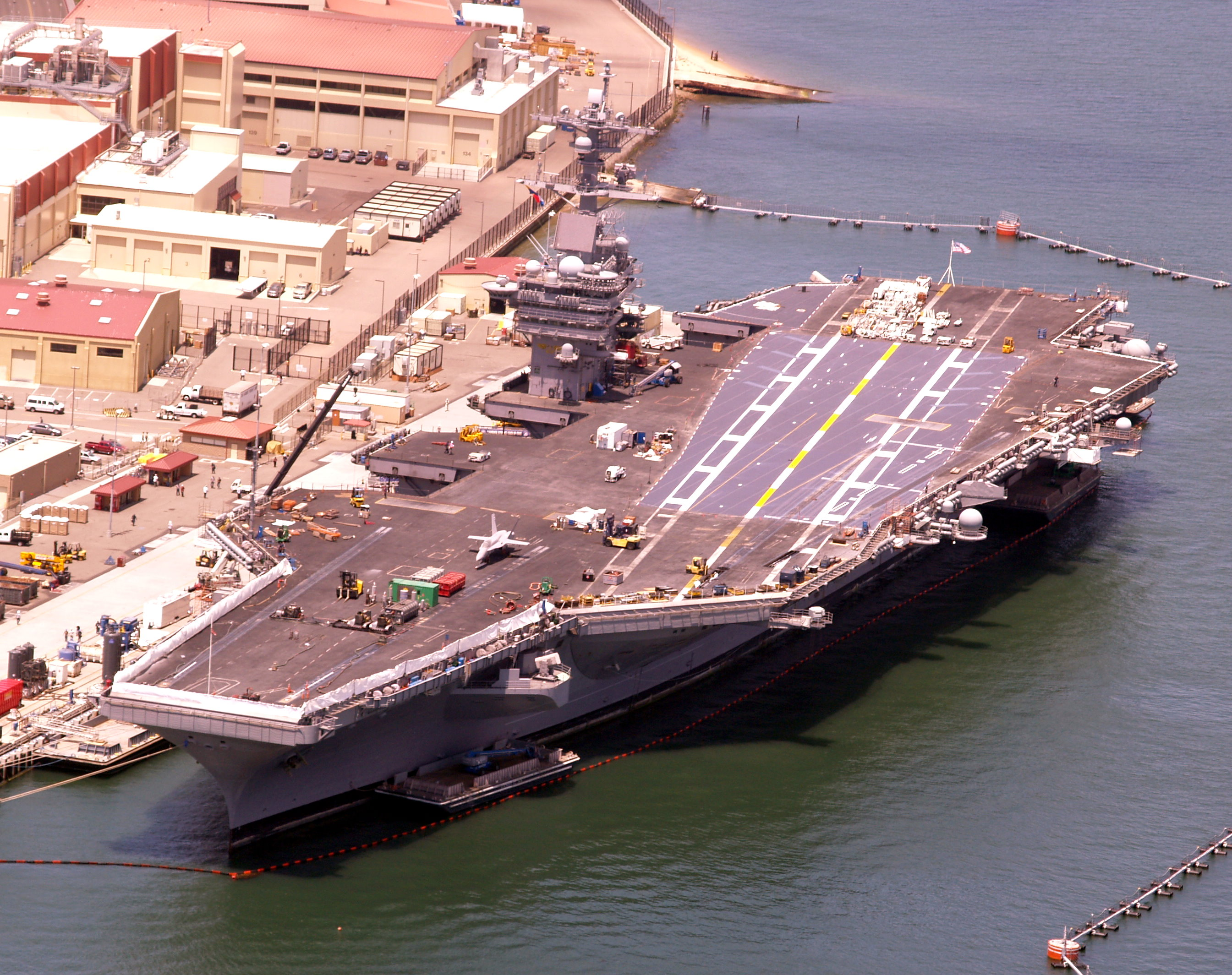
L'USS Carl Vinson à quai à San Diego.

### Tourisme

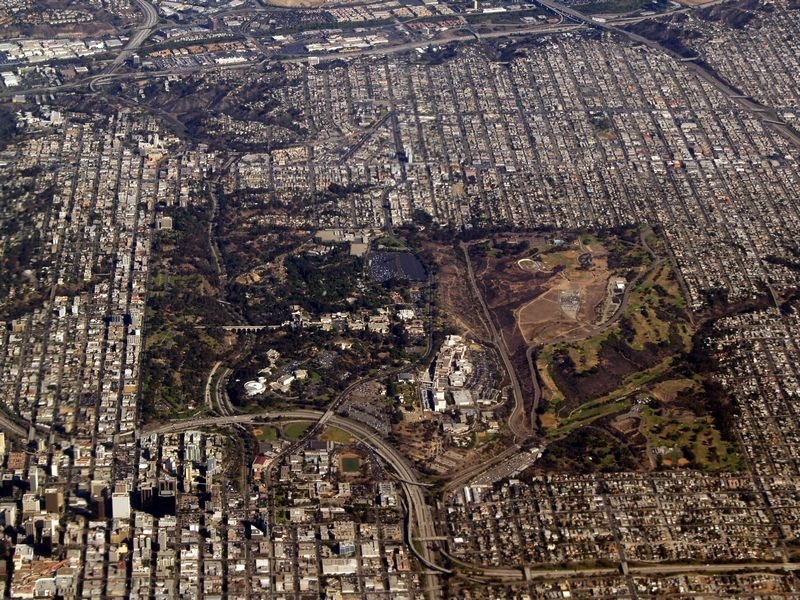
Vue aérienne du parc Balboa.

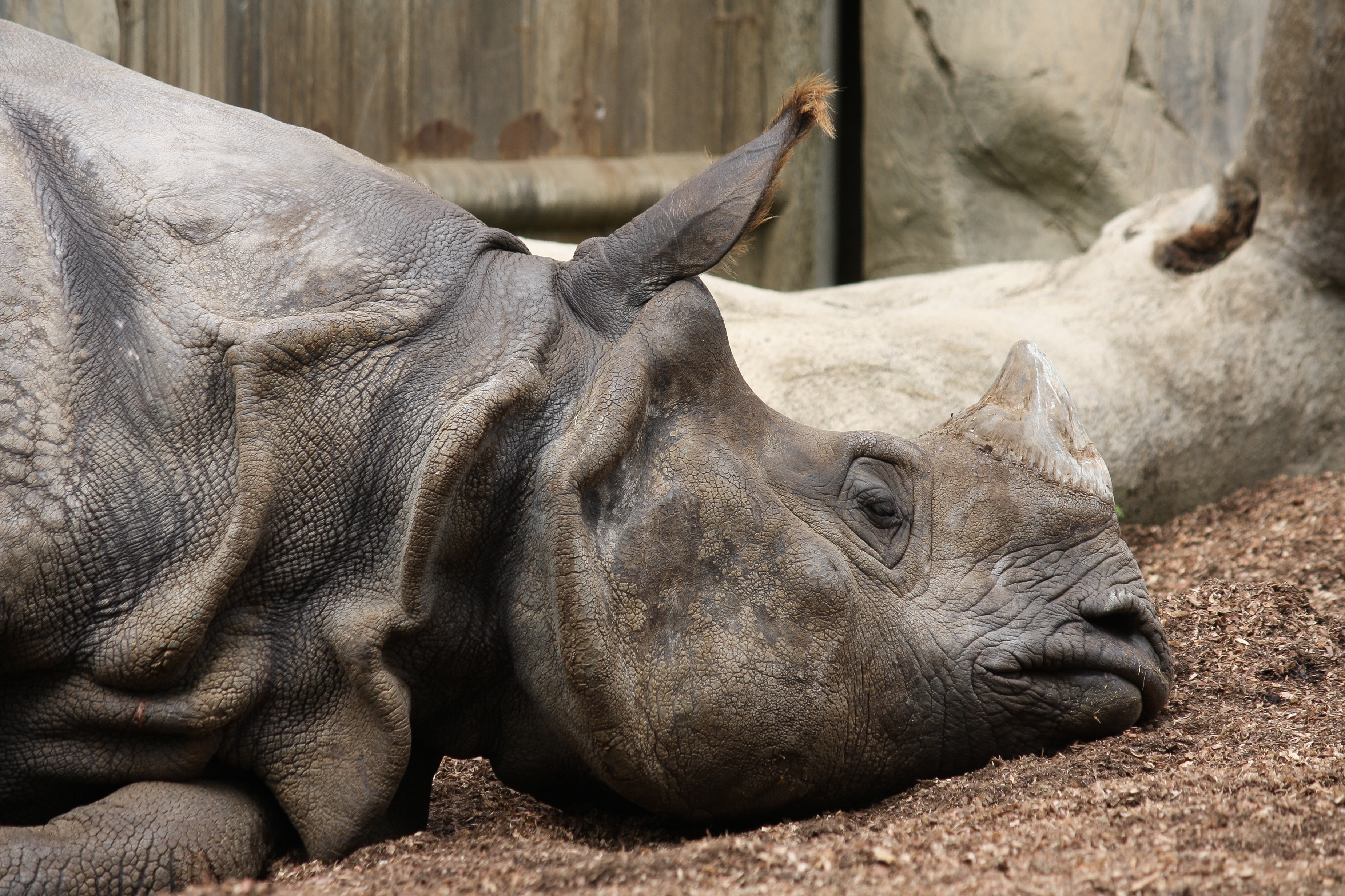
Un rhinocéros indien au zoo de San Diego.

San Diego est une importante destination touristique. Jouissant d'un climat ensoleillé et de belles plages de sable, elle offre également aux visiteurs d'autres centres d'intérêt :
- Le parc Balboa ;
- Le Zoo de San Diego ;
- Le San Diego Zoo Safari Park héberge une grande quantité d'espèces en danger, provenant de tous les continents. Implanté dans une zone semi-aride, ses larges espaces permettent d'accueillir gazelles, girafes, hippopotames, guépards, zèbres, rhinocéros, ainsi qu'une race de cheval particulièrement menacée, les chevaux sauvages de Mongolie (Equus caballus Prjewalski), dont la population s'est réduite à moins de 1 000 individus. Le parc compte environ 400 espèces animalières et 3 500 plantes différentes. Un train électrifié permet de le visiter, sur un parcours long de 8 kilomètres.
- Parc historique d'État d'Old Town San Diego qui conserve la vieille ville historique ;
- Mission Bay ;
- SeaWorld San Diego : un parc d'attraction thématique, où l'on peut notamment découvrir des requins en empruntant une galerie sous-marine transparente, notoire pour ses spectacles d'orques et de dauphins.
- Gaslamp Quarter (Le quartier des lampes à gaz) : un des quartiers historiques de San Diego, célèbre pour ses réverbères à gaz qui continuent à l'illuminer la nuit. Son architecture est de style Victorien. On y trouve restaurants, discothèques, ainsi que le Petco Park, nouveau stade construit en centre-ville pour accueillir les Padres de San Diego, l'équipe de baseball de la ville.
- Le musée d'Art contemporain de San Diego est l'un des grands musées de la ville. Il a été récemment agrandi par l'architecte Richard Gluckman qui a conçu le Copley Building, installé dans une ancienne consigne de la ligne de chemin de fer Santa Fe[19].
- Le musée de l'USS Midway qui se trouve sur le USS Midway (CV-41) ;
- Les différents parcours de golf, San Diego étant entourée de plus de 80 parcours de golf et étant surnommée la « capitale du golf » ;
- Coronado (cf. Hotel del Coronado) : bien qu'étant situé hors de San Diego, sa proximité avec le centre-ville en fait une destination régulière des touristes. La péninsule est aisément accessible par ferry ou grâce au San Diego-Coronado Bridge.

Plus globalement, la ville est bien classée au palmarès des villes américaines les plus durables du magazine Lawn Starter, basé sur des critères de développement durable, pollution, transports et production alimentaire, derrière San Francisco (Californie), Boston (Massachusetts), et New York. Cependant, face à un tourisme invasif sur une célèbre plage de la ville, des visiteurs ont au début de l'été 2023 été chargés par des lions de mer qui marquaient leur territoire, un type de rencontre pas rare dans cette région l'été.

### Commerce international

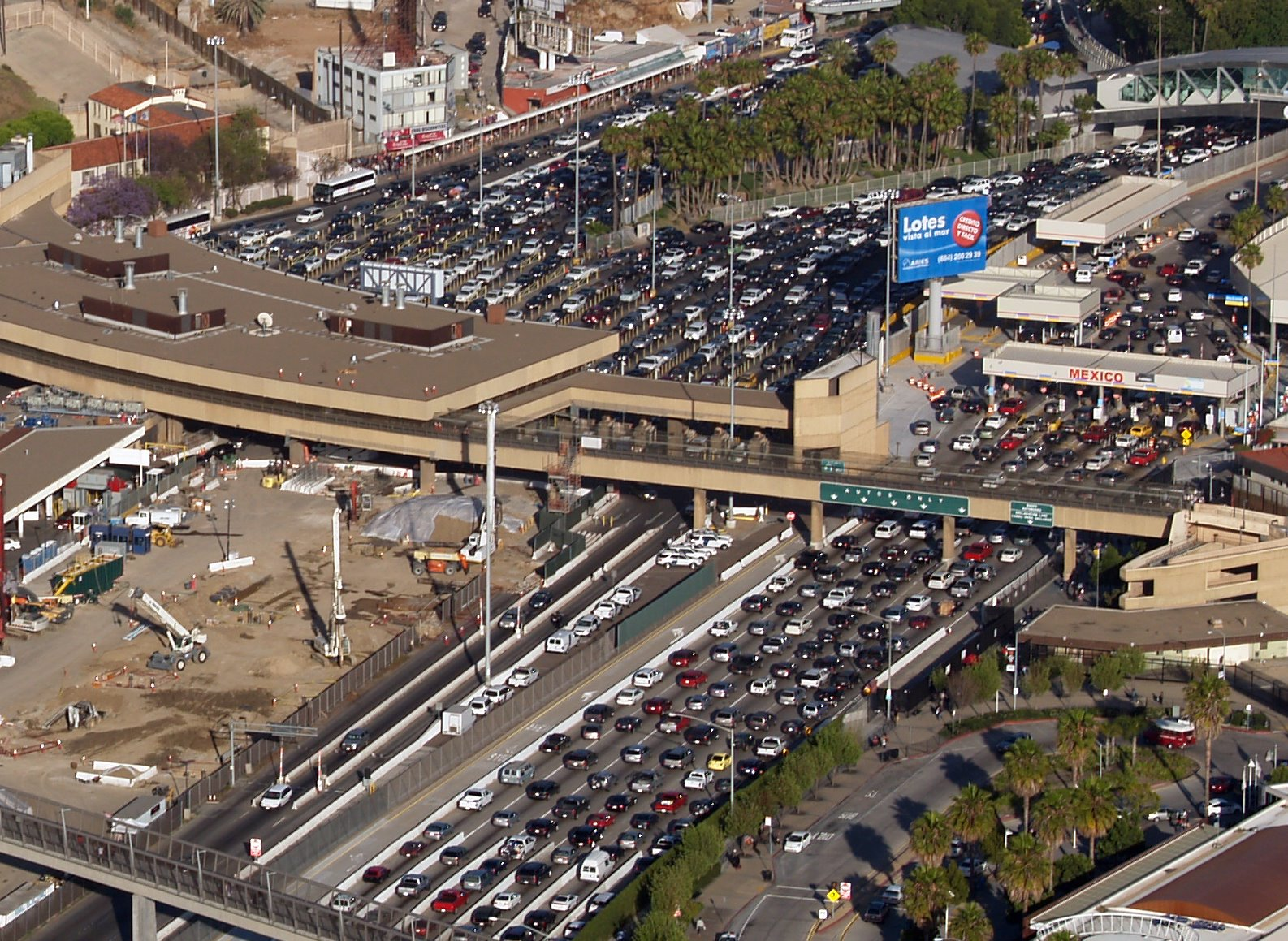
Frontière entre les États-Unis et le Mexique à San Ysidro.

Le port commercial de San Diego et son emplacement à proximité de la frontière entre les États-Unis et le Mexique font du commerce international un facteur économique important de la ville. La ville est de plus autorisée par le gouvernement américain à fonctionner comme une zone de commerce international.
La ville partage 24 kilomètres de frontière avec le Mexique, dont deux postes frontaliers. L'un de ces derniers, le San Ysidro Port of Entry dans le quartier de San Ysidro, est l'un des plus fréquentés au monde, tandis que celui d'Otay Mesa est le principal point de connexion entre la Californie et l'État mexicain de Basse-Californie et gère le troisième plus grand nombre de camions et de valeur des échanges commerciaux de tous les postes frontaliers entre les États-Unis et le Mexique.
L'une des deux installations du port de San Diego destinées au fret est située dans le centre-ville de San Diego, au Tenth Avenue Marine Terminal. Ce terminal dispose d'installations pour conteneurs, pour les marchandises en vrac et pour le stockage réfrigéré et congelé, de sorte qu'il peut gérer l'importation et l'exportation de denrées périssables (dont 33 millions de bananes chaque mois) ainsi que les engrais, le ciment, les produits forestiers (bois) et d'autres marchandises. En 2009, le port de San Diego a traité 1 031 518 t du total des échanges. Le commerce extérieur représentait 867 846 t tandis que le commerce intérieur s'élève à 163 671 t.
Le Palais des congrès, situé sur le port de San Diego offre cinq sculptures monumentales en plein air, parmi lesquelles se trouve Coming together, une œuvre de Niki de Saint Phalle de 12 mètres de hauteur, inaugurée en 2001

## Éducation

### Université
L'université la plus prestigieuse de San Diego est l'université de Californie à San Diego, plus couramment appelée par ses initiales UCSD, classée 14e meilleure université du monde en 2007, selon l'université Jiao-tong de Shanghai. On peut y trouver aussi l'université de San Diego (USD), université catholique dépendant du diocèse de San Diego, l'université d'État de San Diego ; et plusieurs autres établissements d'enseignement supérieur, notamment l'école de pilotage CAE Oxford Aviation Academy San Diego.

### Bibliothèque

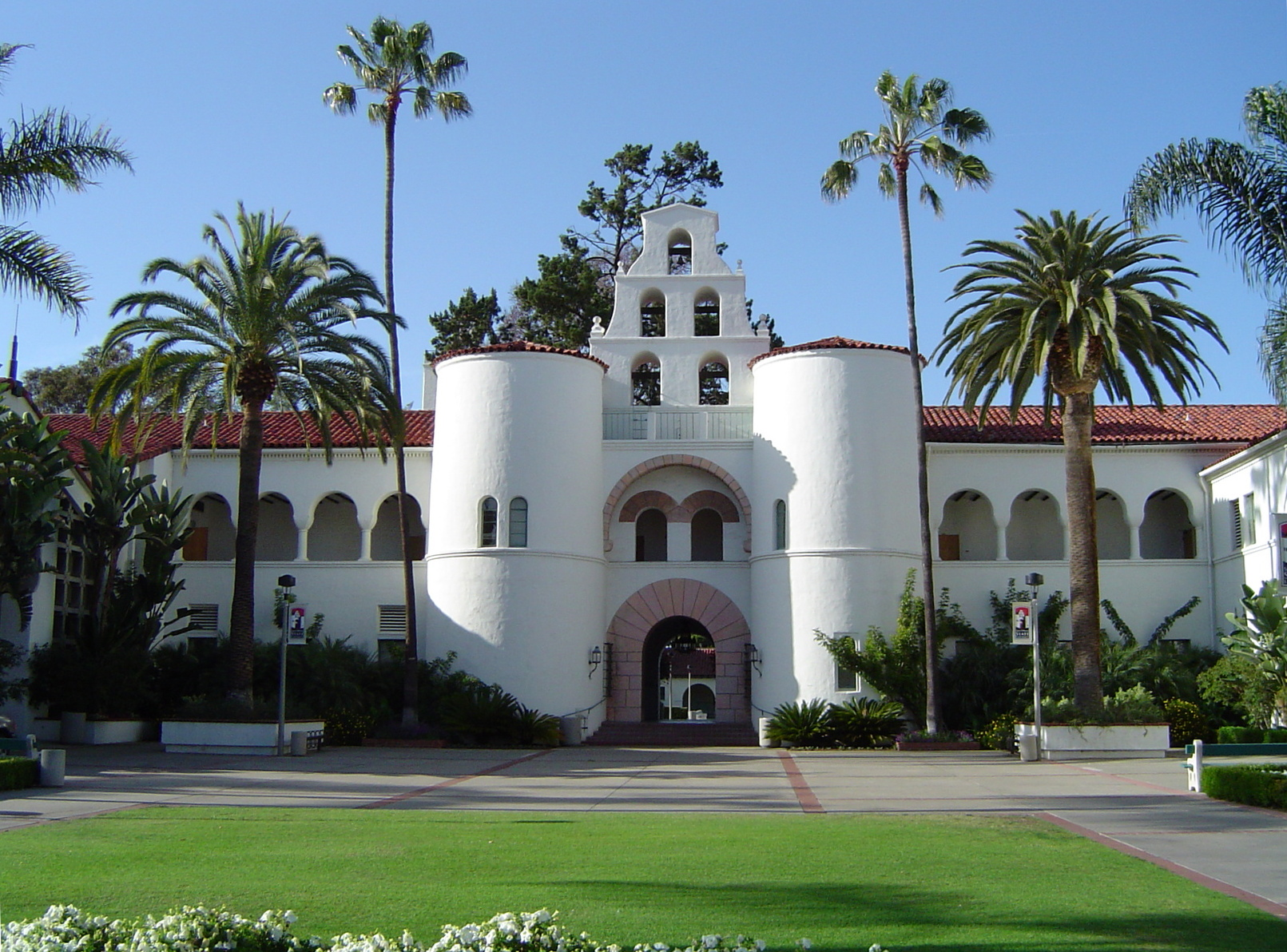
Le Hepner Hall de l'université d'État de San Diego.
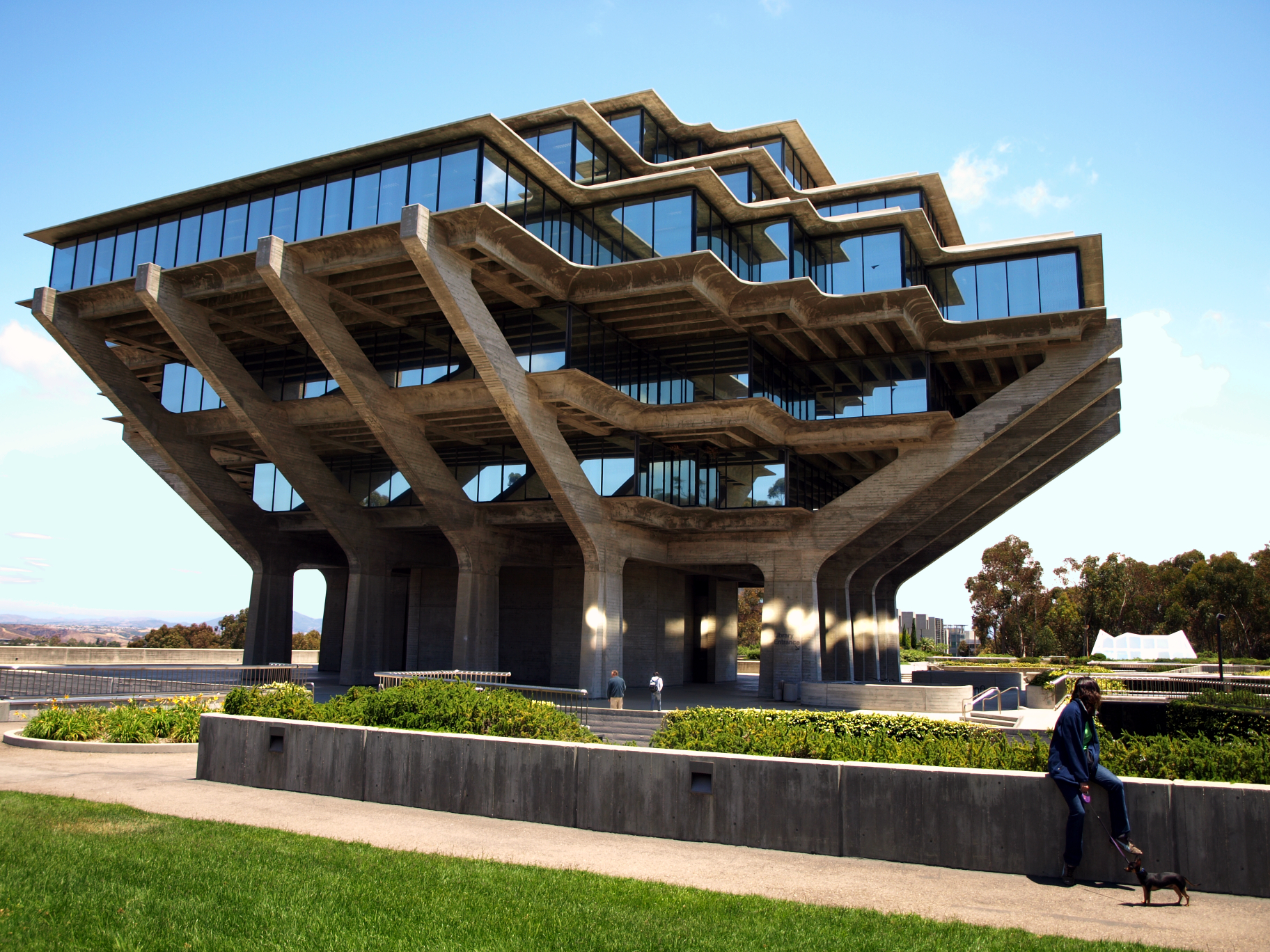
Le Geisel Library de l'université de Californie à San Diego.

## Culture

### Musées
San Diego compte de nombreux musées, tels que le musée d'Art de San Diego, le musée d'histoire naturelle de San Diego (en), le musée de l'Homme de San Diego, le musée du modélisme ferroviaire de San Diego, le musée de l'air et de l'espace de San Diego et le musée des arts photographiques de San Diego qui sont situés dans le parc Balboa. Le musée d'Art contemporain de San Diego (MCASD) est situé à La Jolla et dispose d'une succursale située dans la gare de San Diego dans le centre-ville. Le quartier de Columbia abrite le musée maritime de San Diego, notable pour compter le trois-mâts barque Star of India parmi sa collection, ainsi que le musée de l'USS Midway situé sur le porte-avions USS Midway.

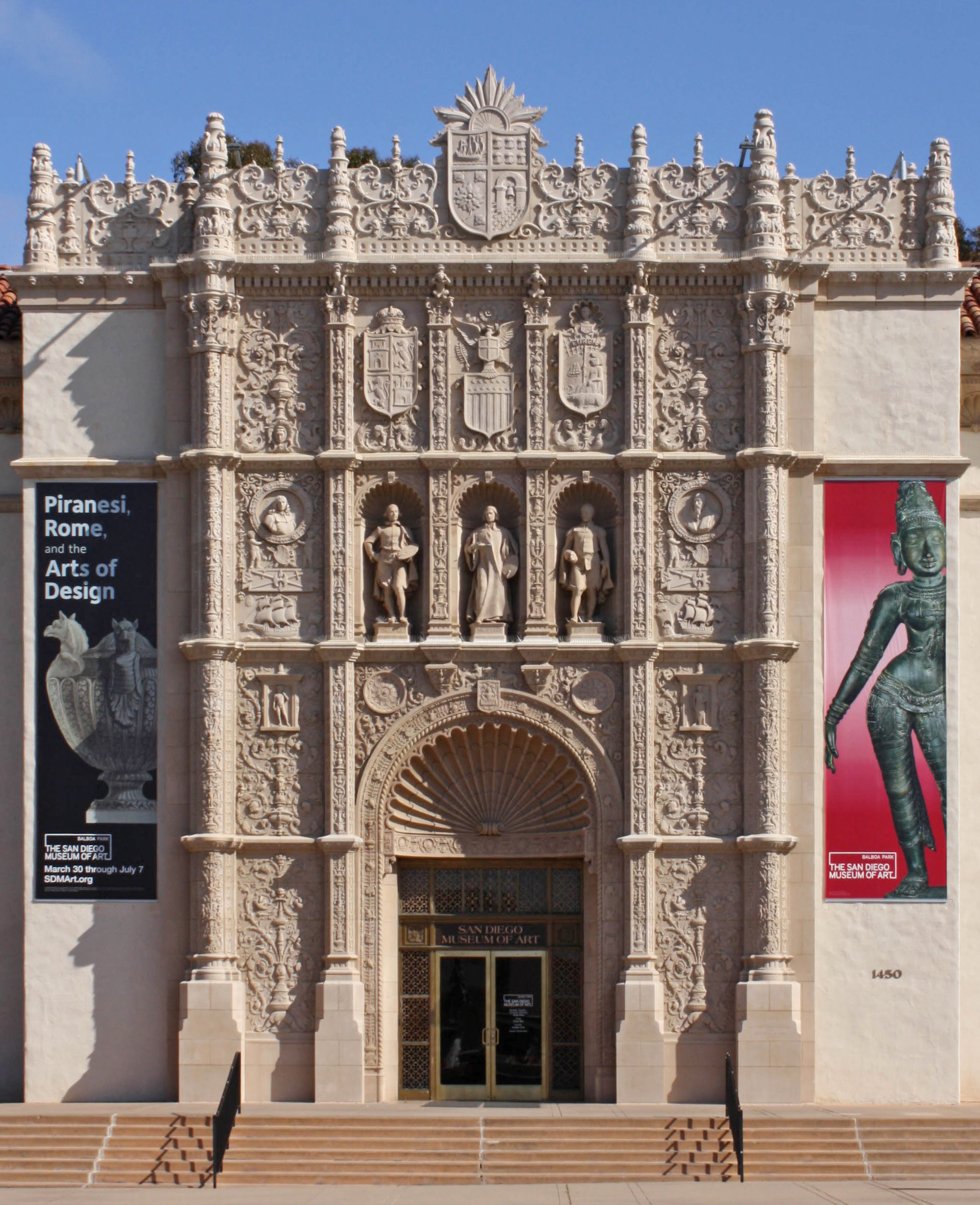
Façade du musée d'Art de San Diego, dans le parc Balboa.
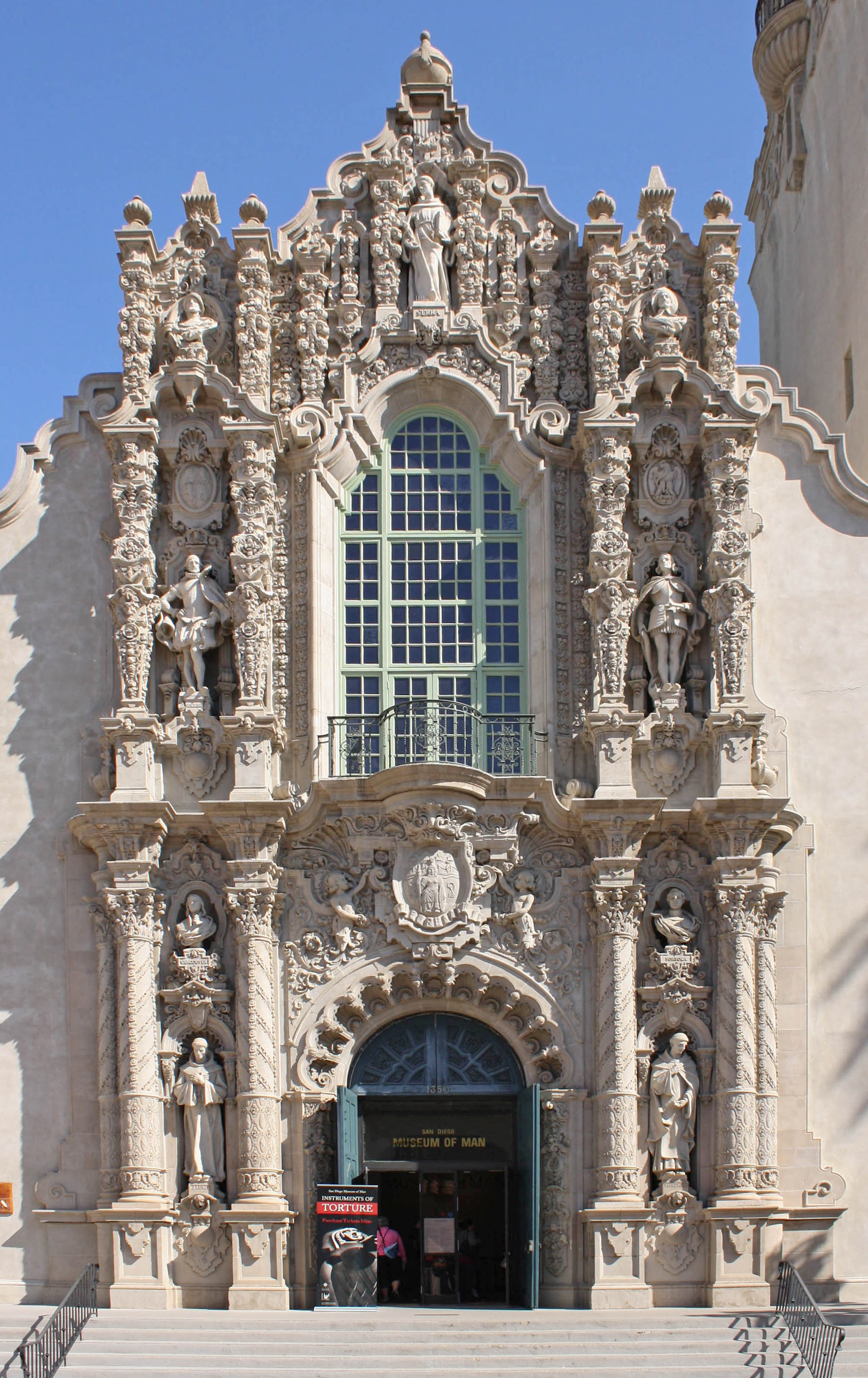
Façade du musée de l'Homme de San Diego, dans le parc Balboa.
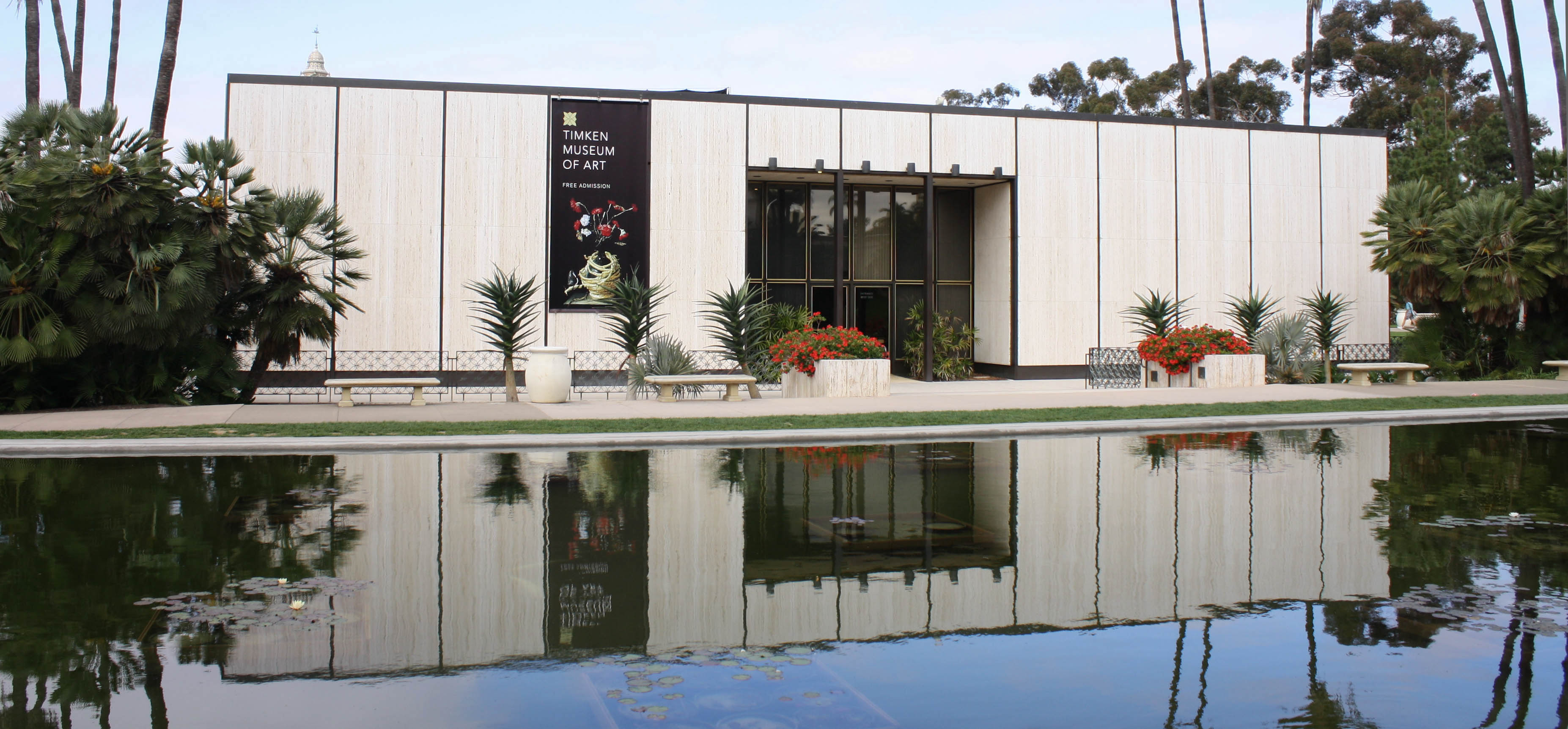
Le Timken Museum of Art dans le parc Balboa.
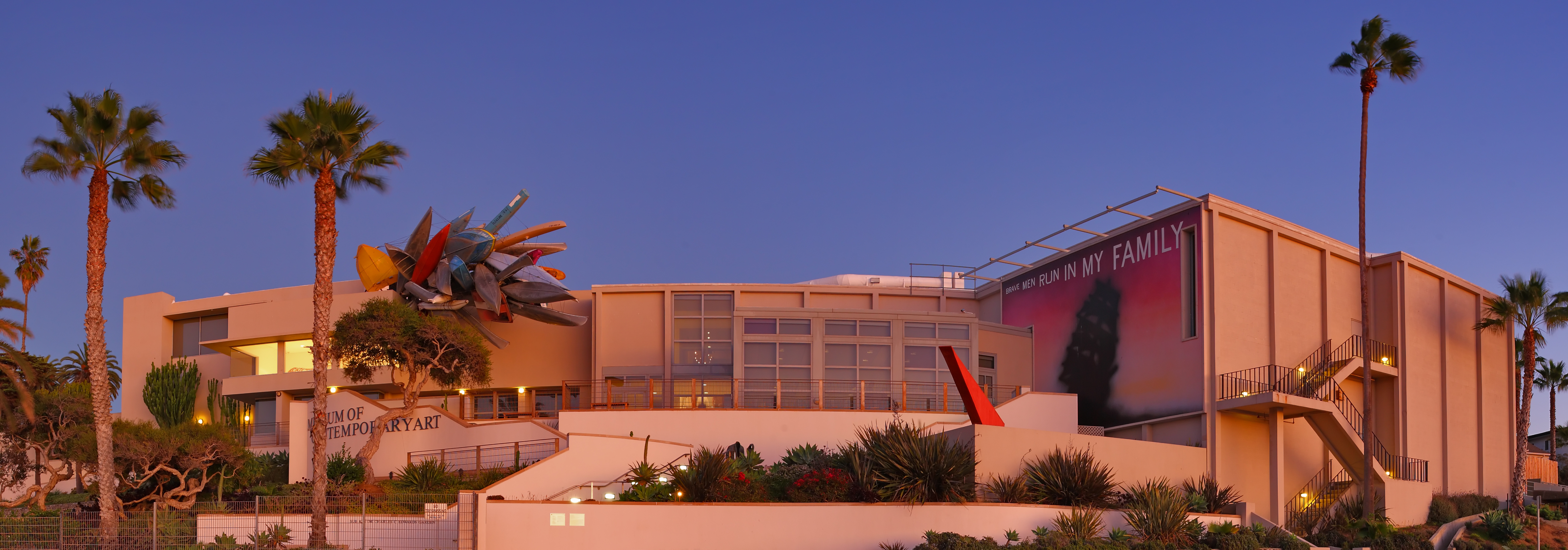
Musée d'Art contemporain de San Diego à La Jolla.
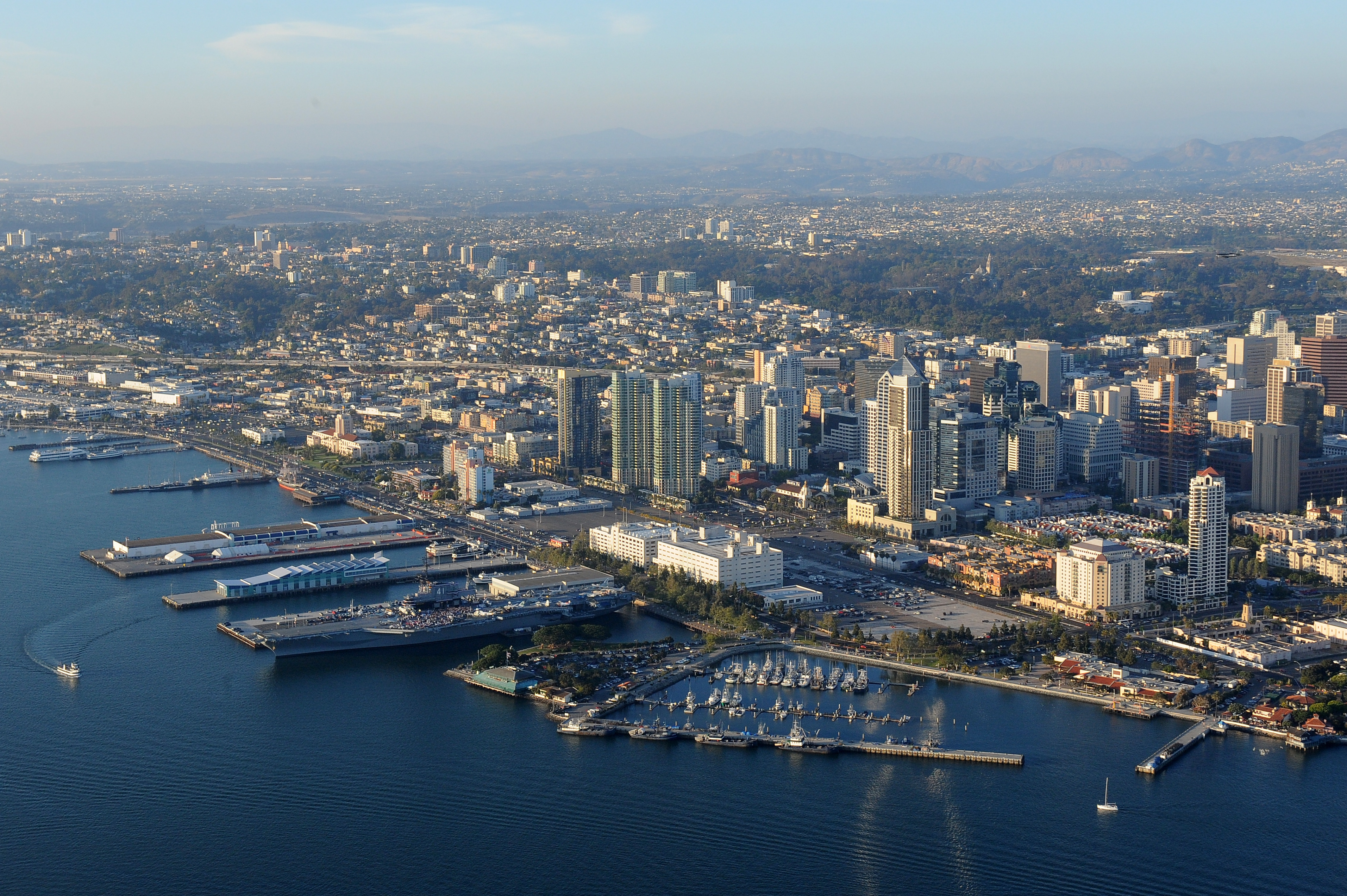
L'USS Midway qui abrite le musée de l'USS Midway, à quai, près du Downtown San Diego.
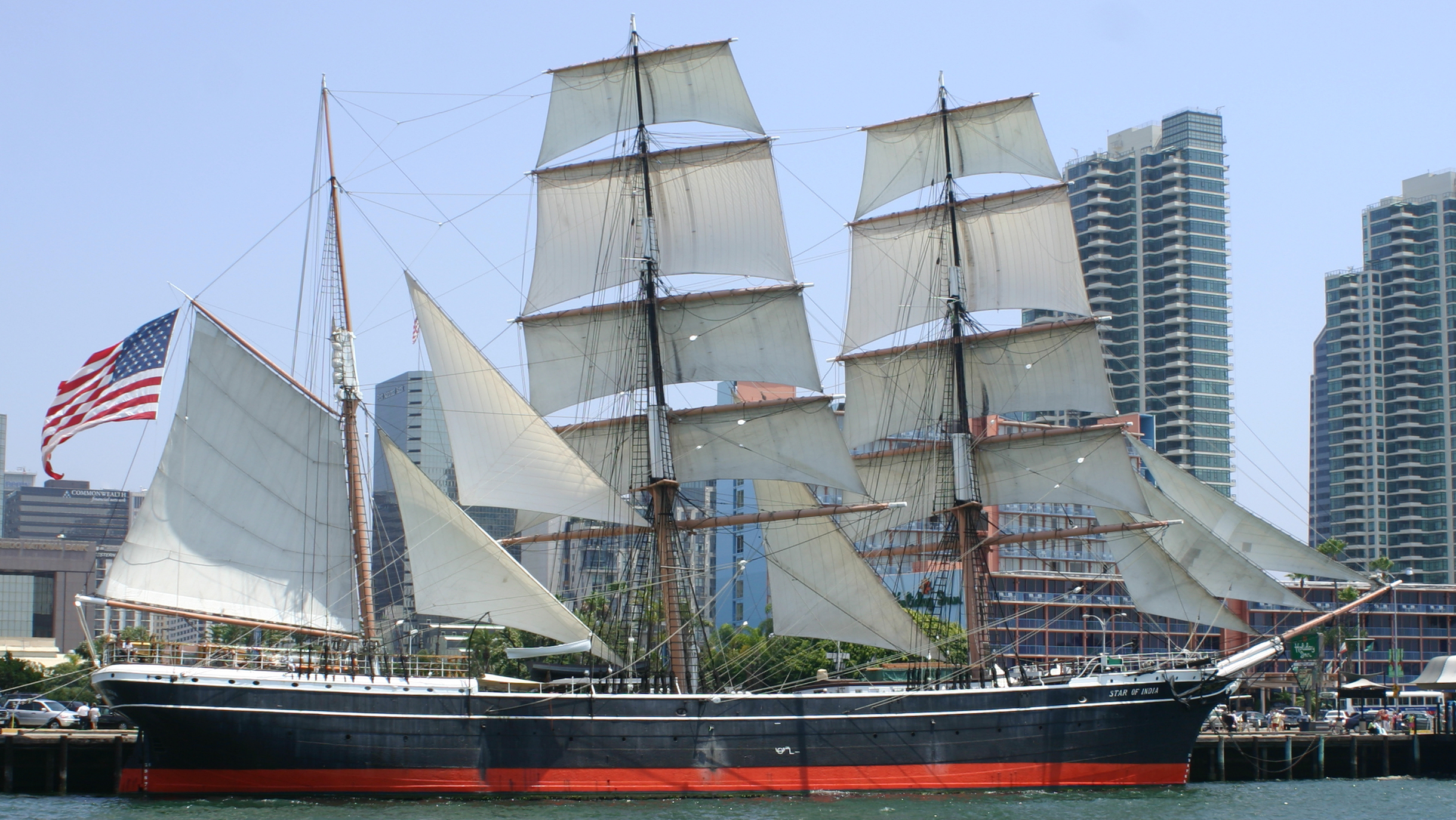
Le trois-mâts barque Star of India du musée maritime de San Diego.

### Opéra et théâtre

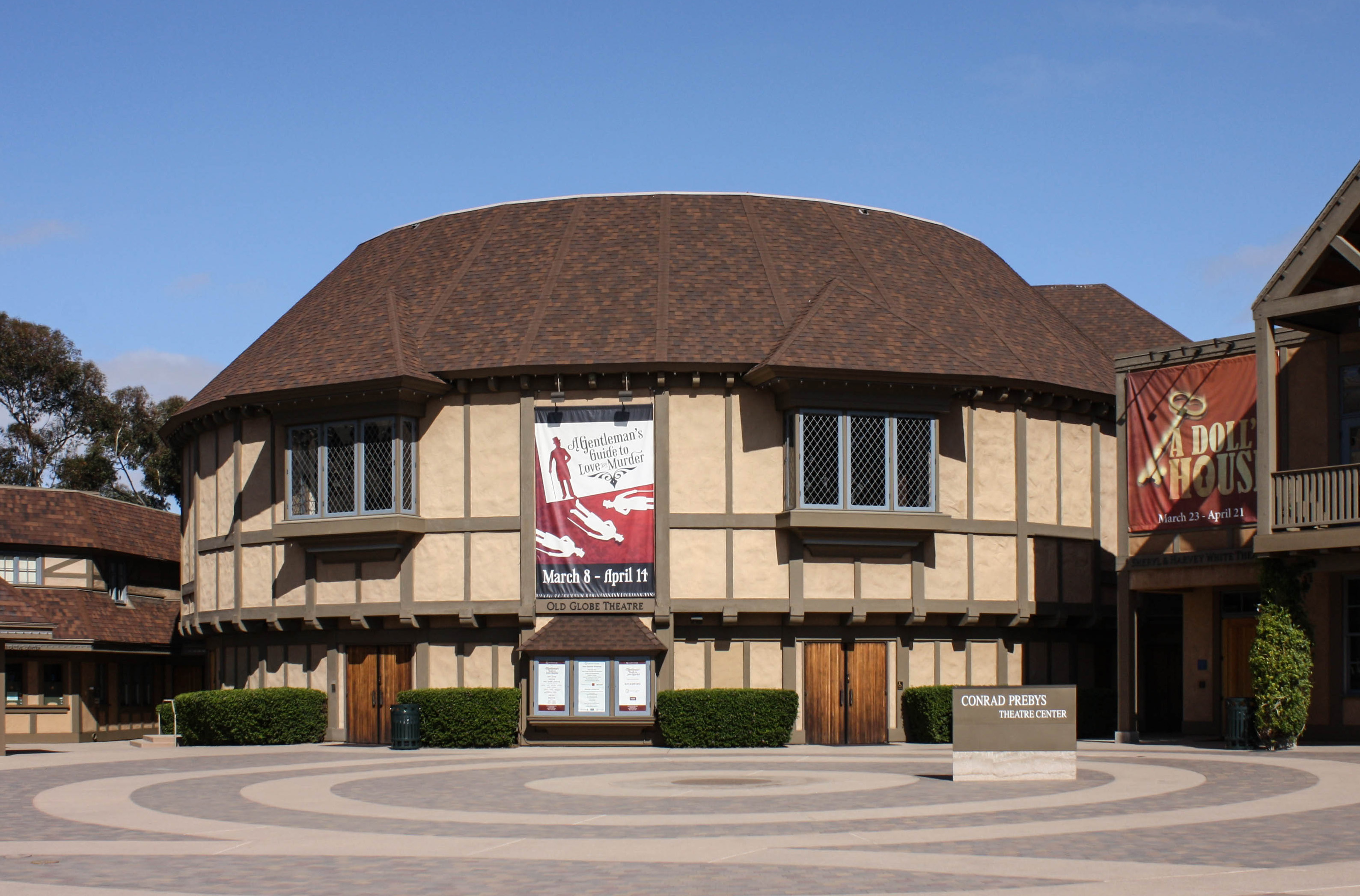
Le en dans le Balboa Park.

L'orchestre symphonique de San Diego basé dans les Symphony Towers est dirigé par le chef d'orchestre Jahja Ling. L'opéra de San Diego, situé au Civic Center Plaza, a été classé par Opera America comme l'une des dix plus grandes compagnies d'opéra aux États-Unis. Le Old Globe Theatre du parc Balboa produit annuellement environ quinze pièces de théâtre et de comédies musicales. Le La Jolla Playhouse à l'université de Californie à San Diego est dirigé par Christopher Ashley (en). Tant le Old Globe Theatre que le La Jolla Playhouse ont produit les premières mondiales de pièces de théâtre et de comédies musicales qui ont remporté des Tony Awards ou des nominations sur Broadway. Le Joan B. Kroc Theatre au Kroc Center's Performing Arts Center est une salle de 600 places qui héberge des spectacles et des concerts. Le San Diego Repertory Theatre au Lyceum Theatres du centre commercial Westfield Horton Plaza produit une large variété de pièces de théâtre et de comédies musicales. Enfin, parmi les autres sociétés de production théâtrale, se trouvent le Lyric Opera San Diego et le Starlight Bowl.

### Cinéma et musique
Des centaines de films et une douzaine d'émissions de télévision ont été filmées à San Diego, une tradition qui remonte aussi loin que l'année 1898. La ville est aussi réputée pour sa scène musicale et sa capacité à faire émerger de nouveaux talents, à l'instar de l'auteur-compositeur guitariste et chanteur Jason Mraz. Le groupe de punk rock Blink-182, tout comme le groupe de rock psychédélique Iron Butterfly, est originaire de l'agglomération de San Diego.
Dans le film Le monde perdu : Jurassic Park, la ville de San Diego tient une grande place, de plus à la fin du film, la ville envahie par le T-rex est la ville de San Diego.

## Sports

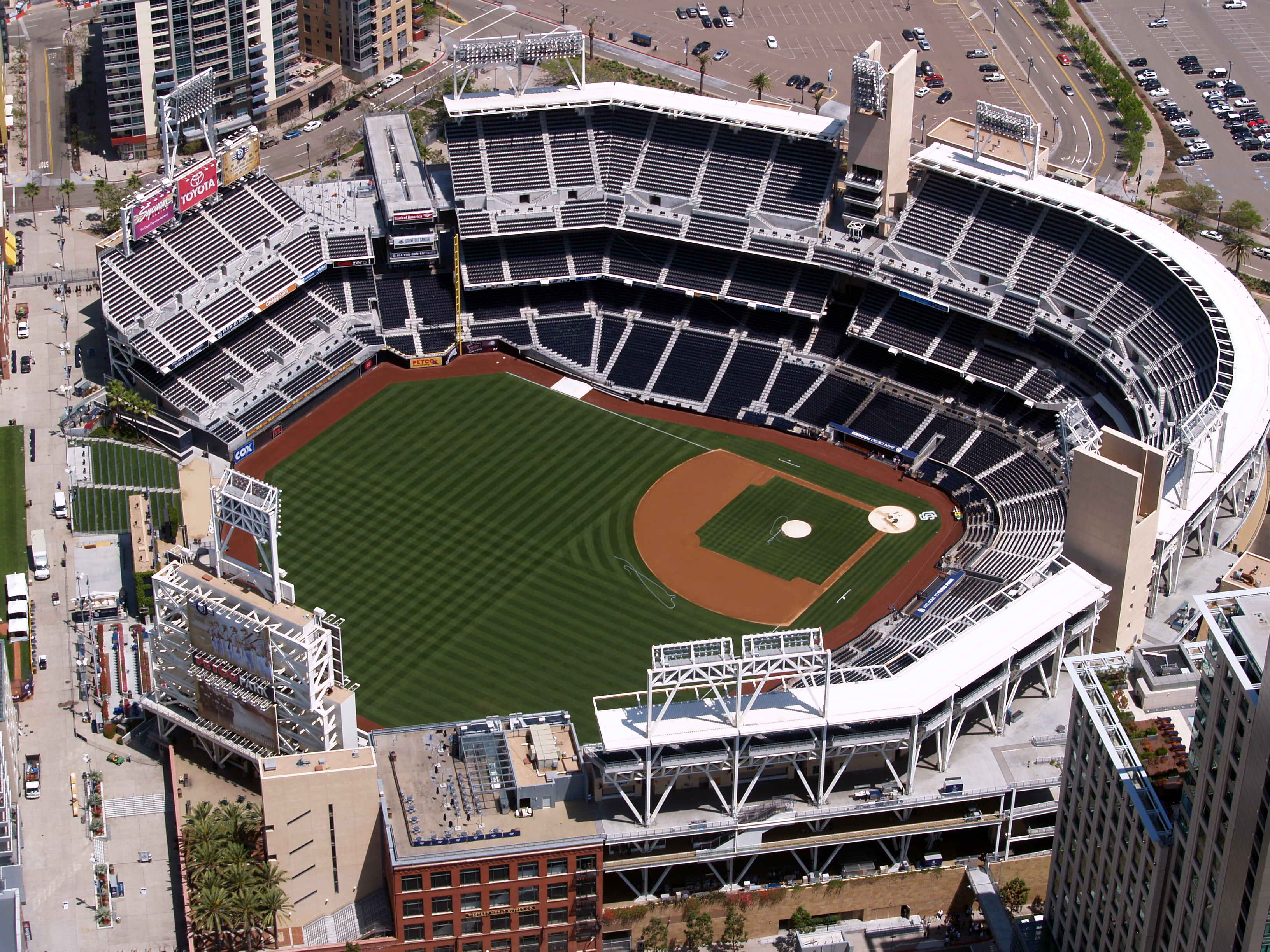
Le Petco Park, stade des Padres de San Diego notamment.

San Diego a eu pendant de nombreuses années une équipe de football américain : les Chargers de San Diego. Ils évolaient en National Football League et jouaient dans le San Diego Stadium. Trois Super Bowls ont eu lieu dans ce stade : le Super Bowl XXII en 1988, le Super Bowl XXXII en 1998 et le Super Bowl XXXVII en 2003. En 2018 ils accueillent une nouvelle équipe évoluant au sein de la AAF les Fleet de San Diego jouant au San Diego Stadium. Le stade a été démoli en 2020, l'actuel Snapdragon Stadium ouvrant ses portes en août 2022 sur une partie du site.
L'équipe de baseball des Padres de San Diego qui évoluent dans la Ligue majeure de baseball joue dans le Petco Park. Certaines épreuves de la Classique mondiale de baseball en 2006 et 2009 se sont déroulées dans ce stade.
Dans le football (soccer), San Diego abrite deux équipes professionnelles de haut niveau, une actuelle et une future. La Wave de San Diego a commencé à jouer dans la National Women's Soccer League en 2022, en commençant au Torero Stadium avant l'ouverture en août du Snapdragon Stadium, où l'équipe a depuis joué. En 2025, le San Diego FC débutera la Major League Soccer, jouant également au Snapdragon Stadium.
L'équipe masculine et féminine de basket-ball universitaire des Aztecs de San Diego State joue en Division I de la National Collegiate Athletic Association (NCAA) et dans la Viejas Arena, sur le campus de l'université d'État de San Diego. L'équipe de football américain universitaire joue au Snapdragon Stadium. D'autres équipes de San Diego State jouent sur le campus principal de l'université. La plupart des équipes des Aztecs jouent dans la Mountain West Conference (MW), fait partie de la Division I Football Bowl Subdivision.
Les Toreros de San Diego, représentant l'université de San Diego, jouant football américain universitaire, de football (soccer) universitaire, de basket-ball universitaire et de volley-ball universitaire jouent en Division I au Torero Stadium et le Jenny Craig Pavilion sur le campus. Les Toreros pratiquent la plupart des sports en tant que membres de la West Coast Conference. L'équipe de football américain joue dans la Pioneer Football League, qui fait partie de la Division I Football Championship Subdivision.
Les Tritons de l'UC San Diego, représentant l'université de Californie à San Diego, achèveront une transition de quatre ans de la Division II de la NCAA à la Division I en juillet 2024. Les Tritons sont membres de la Big West Conference.
Dans les divisions inférieures des sports universitaires, les Sea Lions de Point Loma Nazarene (en) représentent l'université nazaréenne de Point Loma (en) en tant que membres de la Division II de la Pacific West Conference (en), et le San Diego Christian College jouent dans la Golden State Athletic Conference (GSAC) de la National Association of Intercollegiate Athletics (NAIA).
Un bowl de football universitaire annuel y est également joué : le Holiday Bowl, actuellement au Petco Park après de nombreuses années au San Diego Stadium. Le Poinsettia Bowl a également été joué au San Diego Stadium jusqu'à ce que le jeu soit interrompu après la saison 2016. Football, football américain et l'athlétisme sont également joués dans le Balboa Stadium (en), le premier stade de la ville, construit en 1914.
Le rugby est un sport en développement dans la ville. Les USA Sevens, un événement majeur du rugby aux États-Unis, ont eu lieu dans la ville entre 2007 et 2009. San Diego est l'une des seules seize villes du pays représentées dans le championnat des États-Unis de rugby à XV par l'intermédiaire du Old Mission Beach Athletic Club Rugby Football Club. San Diego va participer à l'American National Rugby League à partir de 2011.
Le San Diego Surf de l'American Basketball Association 2000 est basé dans la ville. Le tournoi de golf Farmers Insurance Open (anciennement Buick Invitational) du PGA Tour a lieu sur le terrain de golf de Torrey Pines qui est une propriété municipale. Ce parcours a également été le site de l'US Open de golf 2008. Le San Diego Yacht Club a accueilli des courses de la Coupe de l'America à trois reprises durant la période 1988-1995. Le sport de plage Over-the-line a été inventé à San Diego et ses championnats du monde ont lieu chaque année à Mission Bay.
Les franchises de basket-ball des Clippers de Los Angeles et des Rockets de Houston qui évoluent en National Basketball Association (NBA) ont été dans leur histoire basées à San Diego, respectivement entre 1978 et 1984 sous le nom des Clippers de San Diego et en 1967 sous le nom des Rockets de San Diego. Le nom des Clippers de San Diego sera relancé en 2024 lorsque les Clippers de Los Angeles déplaceront leur équipe de la NBA G League dans la banlieue nord d'Oceanside.
San Diego est réputée pour sa « malédiction » sportive, puisqu'aucune de ses équipes professionnelles participant à une ligue majeure dans l'ère moderne n'a remporté de titre. Avec une population de plus d'un million d'habitants, San Diego est la plus grande ville des États-Unis dans ce cas.

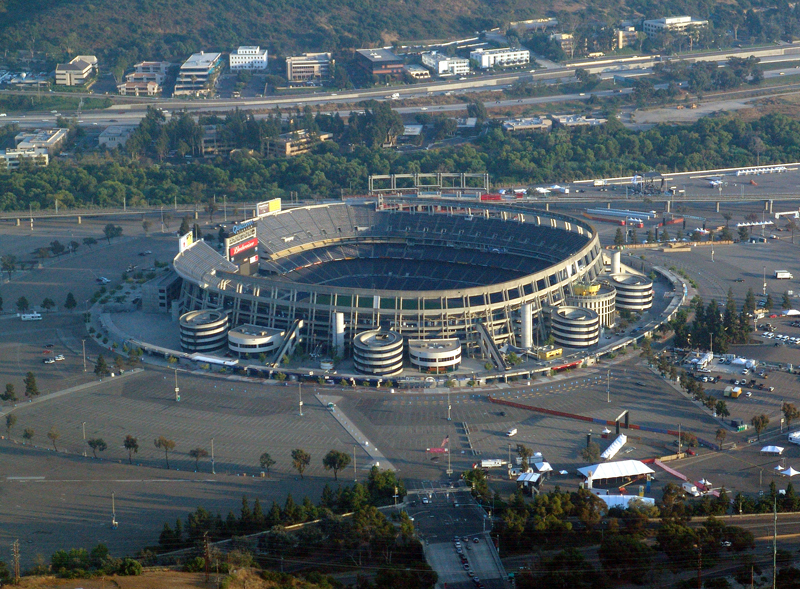
Le San Diego Stadium, anciennement utilisé pour le football américain.
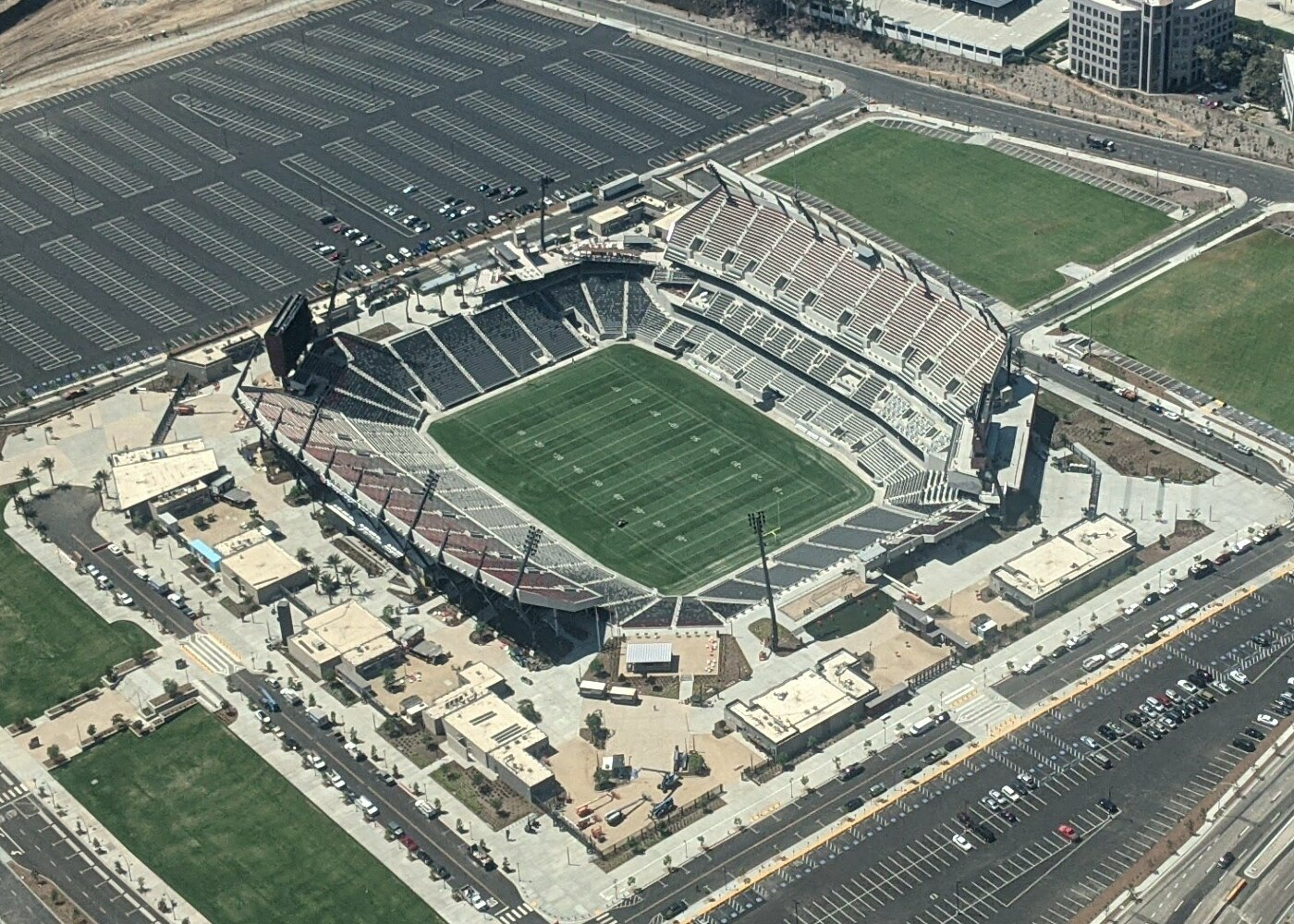
Le Snapdragon Stadium, utilisé pour le football américain et le football (soccer).
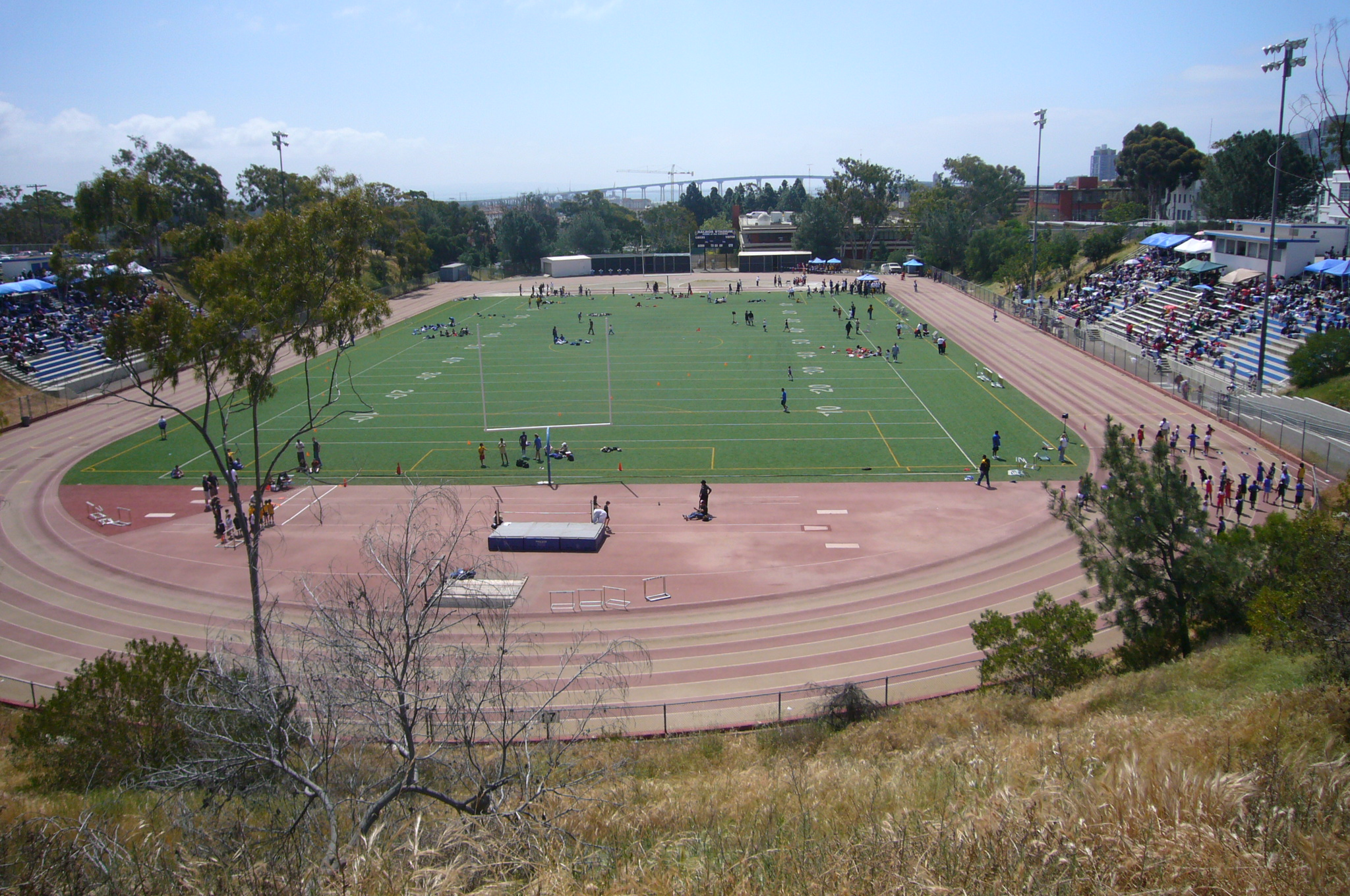
Le Balboa Stadium (en), le premier stade de la ville.
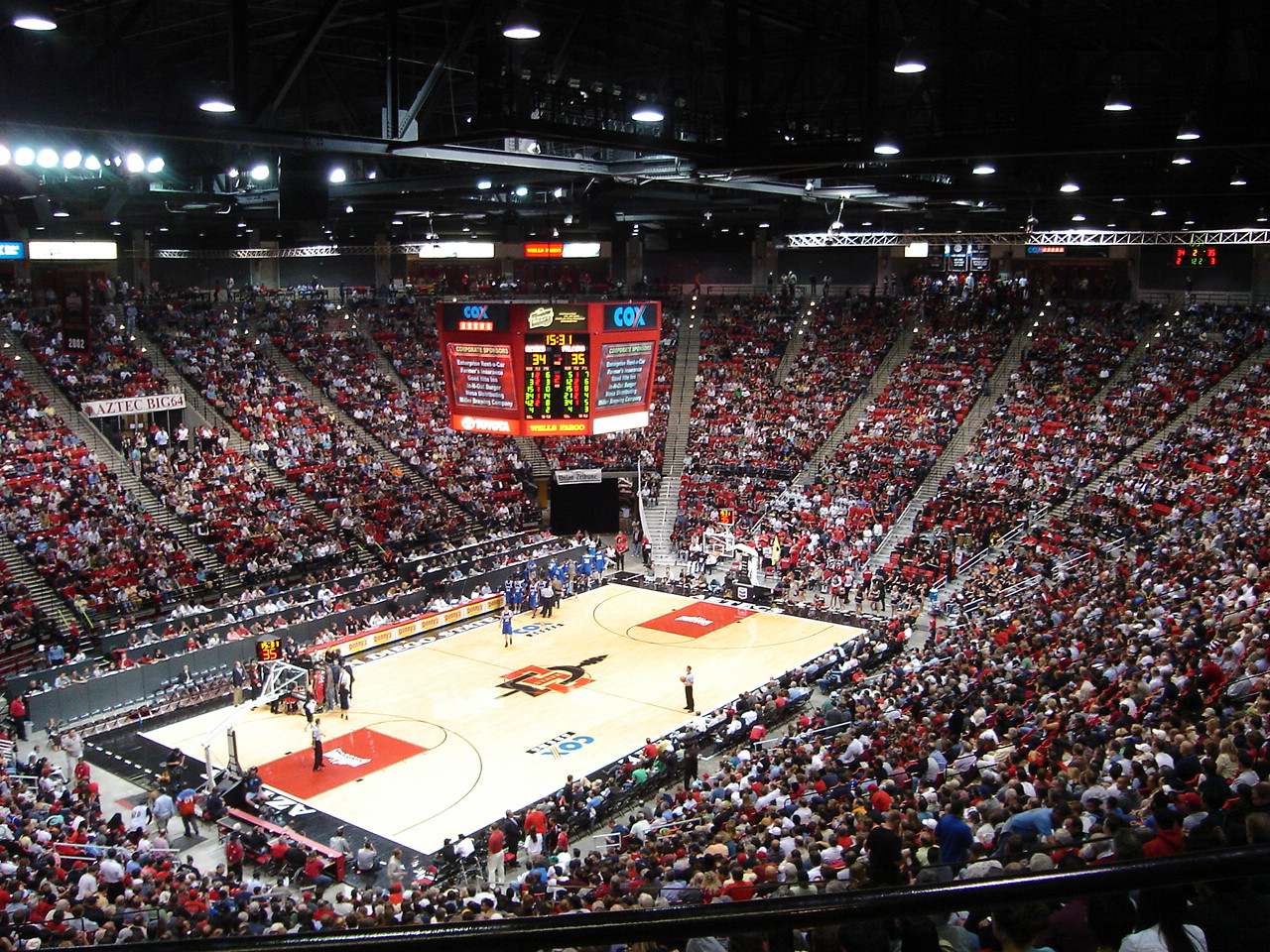
La Viejas Arena, sur le campus de l'université d'État de San Diego.
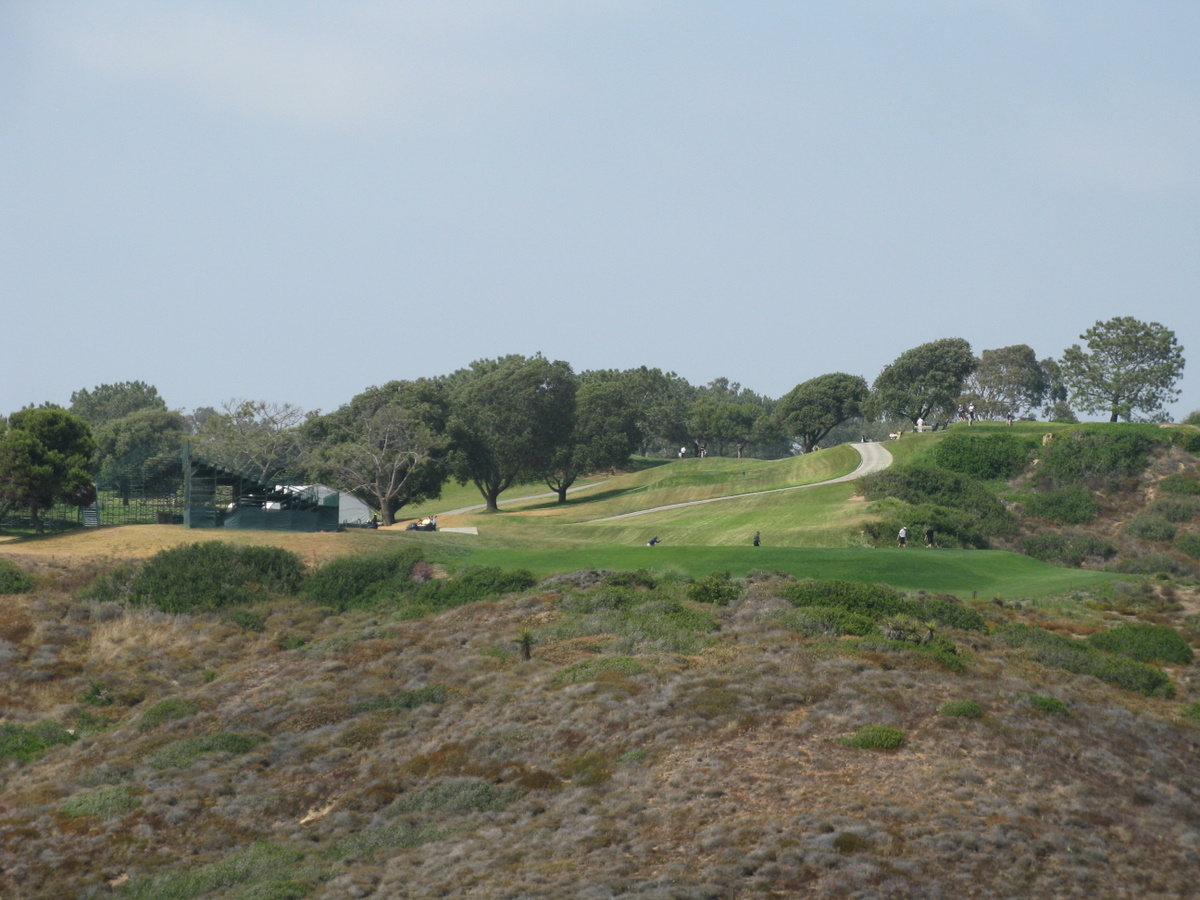
Le terrain de golf de Torrey Pines peu après l'US Open de golf 2008.

## Administration

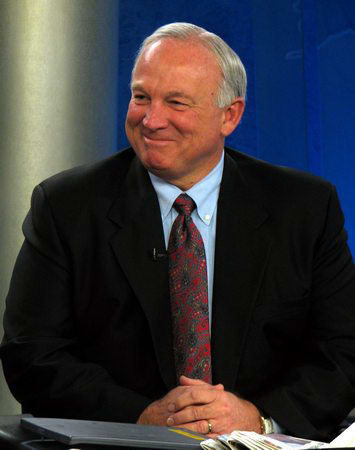
Jerry Sanders.

San Diego est réputée pour être une ville conservatrice et républicaine, ce qui fait d'elle une exception politique au sein de la libérale Californie.
Cette domination républicaine constante depuis la fin de la Seconde Guerre mondiale est due en partie à la présence importante des bases militaires américaines. Pourtant, le recensement de 2005 indiquait 39 % de démocrates pour 34 % de républicains.
L'ancien maire de San Diego de 1971 à 1983, Pete Wilson, a été gouverneur de Californie de 1991 à 1998.
Lors des élections locales de novembre 2005, les électeurs de la ville choisissent pour maire le républicain Jerry Sanders avec 54 % des voix, contre 45 % à la démocrate Donna Frye. Il est réélu en 2008 pour un second et dernier mandat.
En poste à partir du 3 décembre 2012, son successeur, Bob Filner, démissionne de ses fonctions neuf mois plus tard, le 30 août 2013, à la suite de plaintes pour harcèlement sexuel déposées à son encontre par une vingtaine de femmes. Le 11 février 2014, le républicain Kevin Faulconer est élu nouveau maire et prend ses fonctions le 3 mars suivant. Le 10 décembre 2020, le démocrate Todd Gloria lui succède.
La police municipale de San Diego est le San Diego Police Department.

## Voies de communication et transports

### Réseau autoroutier
L'automobile étant le principal moyen de transport de la région, le Grand San Diego est desservi par un réseau autoroutier important. Il inclut l'Interstate 5, en direction du comté d'Orange au nord et du Mexique au sud, l'Interstate 8, en direction de l'Arizona à l'est, l'Interstate 15, qui se dirige vers le comté de Riverside, et l'Interstate 805, qui se sépare de l'I-5 à Sorrento Valley et la rejoint avant la frontière mexicaine.
Les routes d'État importantes de la région sont la 54 (en) dans la zone de South Bay ; la 125 (en), 94, et 67 dans l'est du comté ; la 56 et la 78 au nord ; la 52 (La Jolla-Santee) ; et la 163 (en) (Downtown-Miramar). Le San Diego-Coronado Bridge fait partie de California State Route 75.
Plusieurs projets régionaux d'amélioration de ce réseau routier ont été dessinés ces dernières années, dans le but de remédier au nombre croissant d'embouteillages sur ces autoroutes ; par exemple, une extension importante de l'I-5 et de l'I-805.

### Transports en commun

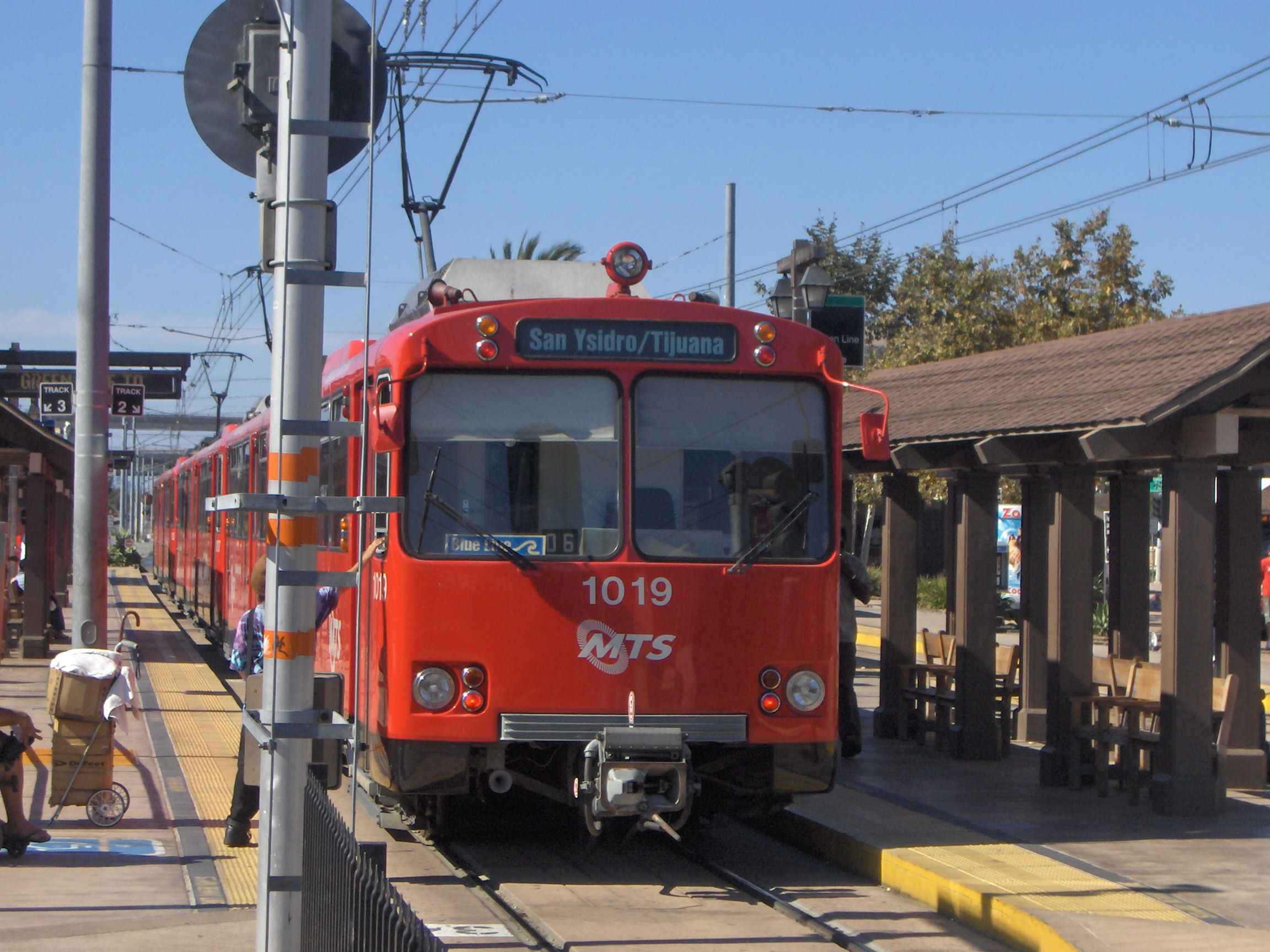
Le tramway en gare de la vieille ville.

La ville possède un réseau de transports en commun exploité par la société « San Diego Metropolitan Transit » combinant un réseau de tramway, composé de 4 lignes, des lignes de bus et des liaisons ferroviaires avec Amtrak, desservant essentiellement le centre-ville et ses environs. Une extension du réseau de tramway le long de la Freeway 5 reliera de nouvelles zones de la ville. Le bus emprunte ses principales routes.

### Transport aérien
L'aéroport international de San Diego, aussi connu sous le nom de Lindbergh International Airport ou Lindbergh Field, est l'aéroport commercial le plus important de la région de San Diego. Les autres aéroports sont le Brown Field Airport (Brown Field) et le Montgomery Field Municipal Airport (Montgomery Field).

### Transport maritime
Un transport maritime existe aussi pour la baie, qui comprend plusieurs ferries. Le port est également le point de départ de croisières vers le Mexique, Hawaï, l'Alaska et les Caraïbes via le canal de Panama.

## Jumelages
- Yokohama (Japon) depuis 1957
- Cavite (Philippines) depuis 1969
- León (Mexique) depuis 1969
- Tema (Ghana) depuis 1976
- Édimbourg (Royaume-Uni) depuis 1977
- Alcalá de Henares (Espagne) depuis 1982
- Jeonju (Corée du Sud) depuis 1982
- Taichung (Chine) depuis le 19 novembre 1983
- Yantai (Chine) depuis 1985
- Perth (Australie) depuis 1986
- Vladivostok (Russie) depuis 1991
- Tijuana (Mexique) depuis 1993
- Campinas (Brésil) depuis 1995
- Varsovie (Pologne) depuis 1996
- Jalalabad (Afghanistan) depuis 2004

### Pactes d'amitiés
- Amboseli (Kenya)
- Derry (Irlande)
- Garowe (Somalie)
- Ivano-Frankivsk (Ukraine)
- Marseille (France)
- Spittal an der Drau (Autriche)

## Dans la culture populaire
Une partie des événements du film Le Monde perdu : Jurassic Park (1997) se déroule à San Diego. La société fictive InGen fit construire une antenne Jurassic Park aux abords de la ville et envoya une équipe sur l'île d'Isla Sorna (ou Site B) afin de récupérer quelques dinosaures dont un Tyrannosaure et son bébé. Lorsque le bateau qui amena le tyrannosaure fut attaqué par ce dernier et l'équipage entièrement tué, le navire s'échoua sur l'embarcadère de San Diego, le dinosaure s'échappa et fut l'œuvre d'une catastrophe en plein centre urbain.
Les séries Simon et Simon (CBS, 1981-1989), Le Rebelle (1992-1997), That '80s Show (FOX, 2002), Drake et Josh (Nickelodeon, 2004-2007), Veronica Mars (UPN puis The CW, 2004-2007), Weeds (Showtime, 2005-2012), The Game (The CW, 2006-2009, puis BET 2011-2015), Cavemen (ABC, 2007), $h*! My Dad Says (CBS, 2010-2011), Terriers (FX, 2010), Mr. Sunshine (ABC, 2011), The Fosters (Freeform, 2013-2018), Grace et Frankie (Netflix, depuis 2015), Pitch (Fox, 2016) se déroulent à San Diego.